# Liste der k.u.k. Kampftruppen im Juli 1914
Die Armee der Monarchie Österreich-Ungarn (offizieller Name: Bewaffnete Macht oder auch Wehrmacht) bestand seit 1867 aus drei gleichberechtigten Teilen:
- der Gemeinsamen Armee aus beiden Landesteilen (diese Liste)
- der k.k. Landwehr aus den im Reichsrat vertretenen Königreichen und Ländern
- der k.u. Landwehr (Honvéd) aus den Ländern der Ungarischen Krone.

## Anmerkungen

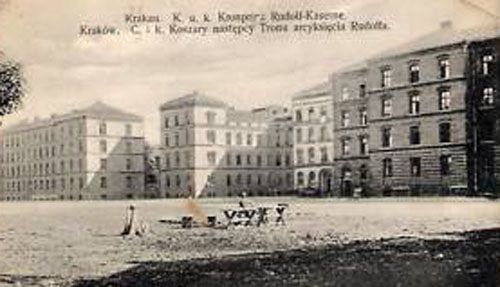
Kronprinz-Rudolf-Kaserne des IR Nr. 1

## Die k.u.k. Infanterie (102 Regimenter)

### Nr. 1–10
(Baon. … Bataillon)

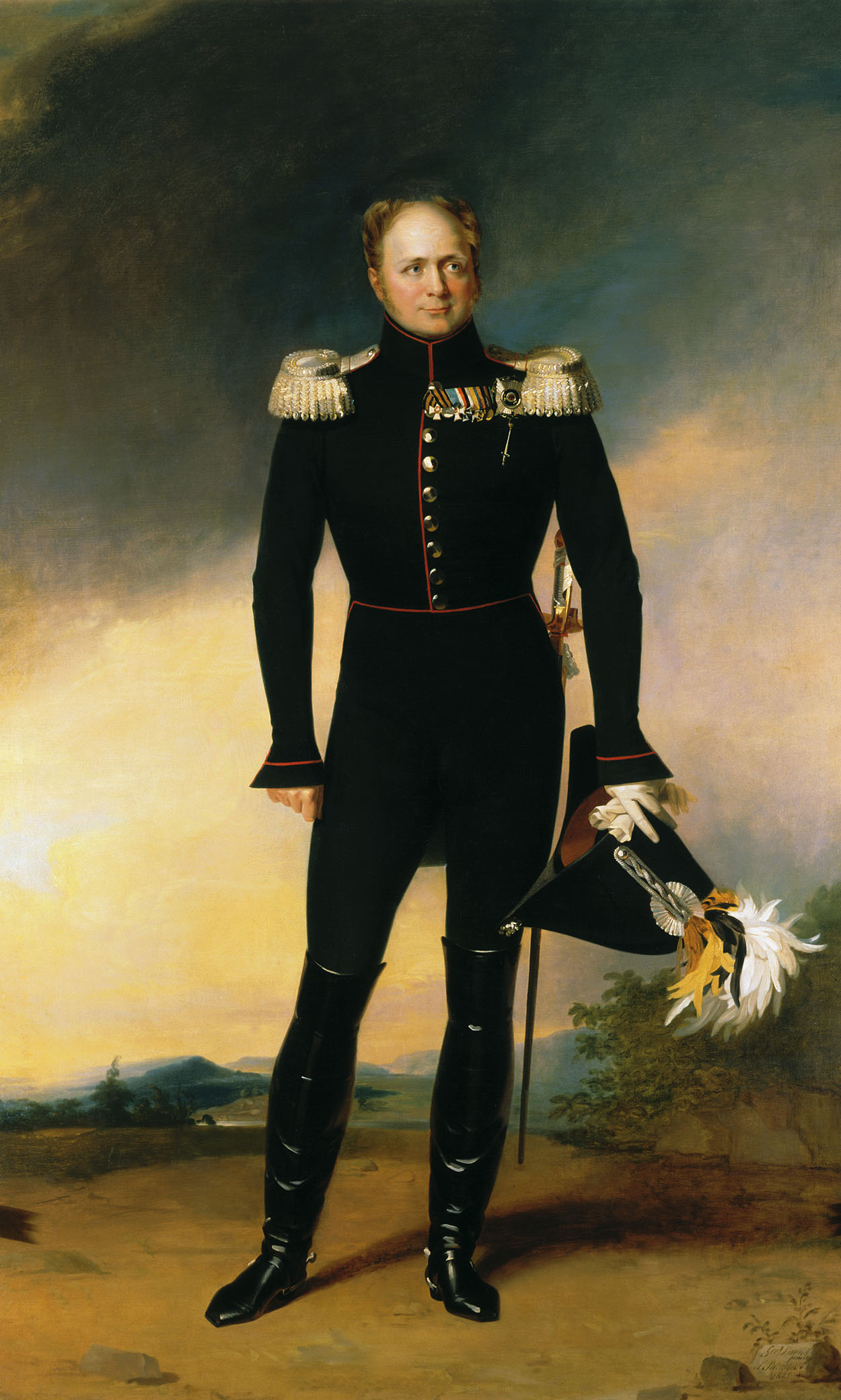
Oberstinhaber Inf.Rgt. Nr. 2
Zar Alexander I.

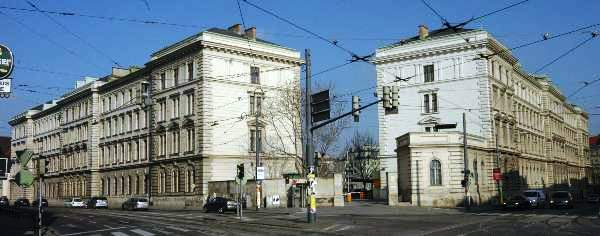
Rennweger Infanteriekaserne des IR Nr. 4

- K.u.k. Infanterieregiment „Kaiser“ Nr. 1

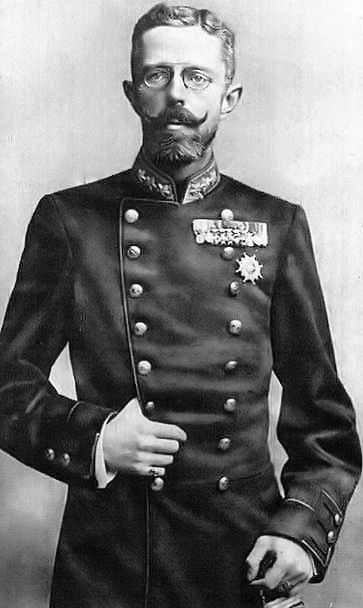
Oberstinhaber Inf. Rgt. Nr. 10
König Gustav v. Schweden

- k.u.k. Infanterieregiment „Alexander I. Kaiser von Russland“ Nr. 2

Errichtet: 1741 – XII. Armeekorps – 16. Infanterietruppendivision
Ethnische Zusammensetzung: 61 % Magyaren – 27 % Rumänen – 12 % andere
Regimentssprache: ungarisch, rumänisch
Ergänzungsbezirkskommando, Ersatzbataillonskader: Kronstadt
Dislozierung: Stab, II., III., IV. Baon: Kronstadt – I. Baon: Nagyszeben
Kommandant: Oberst Rudolf Krénn
Stabsoffiziere:
Oberstleutnants: Hermann Bodó von Maros-Szentkyrály, Karl Šimaček, Samuel Dörr
Majore: Herbay von Demeter, Johann Kirschinger, Maximilian Schuster
Ungarische Uniform – Egalisierungsfarbe: kaisergelb – Knöpfe: gelb
- K.u.k. Infanterieregiment „Erzherzog Karl“ Nr. 3

- K.u.k. Infanterieregiment „Hoch- und Deutschmeister“ Nr. 4

- k.u.k. Infanterieregiment „Freiherr von Klobučar“ Nr. 5

Errichtet: 1762 – VI. Armeekorps – 15. Infanterietruppendivision
Ethnische Zusammensetzung: 58 % Ungarn – 39 % Rumänen – 3 % sonstige
Regimentssprache: ungarisch, rumänisch
Ergänzungsbezirkskommando, Ersatzbataillonskader, III. Baon: Szatmárnémeti
Dislozierung: Stab, I. Baon: Eperjes – IV. Baon: Kisszeben – II. Baon: Rogatica (8. Kompanie in Višegrad)
Kommandant: Oberst Lorenz Frauenberger
Stabsoffiziere:
Oberstleutnants: Franz Renvers, Julius Bals
Majore: Alexander Heegen, Franz Doškař, Peter Baben, Achilles Wenighofer, Anton Raith, Heinrich Jäger
Ungarische Uniform – Egalisierungsfarbe: Rosenrot – Knöpfe: gelb
Weitere Regiments- bzw. Inhabernamen:
1864–1886: Ludwig II. König von Bayern
1888–1889: Ludwig König von Portugal und Algarvien
1889–1904: von Braumüller
- k.u.k. Infanterieregiment „Karl I. König von Rumänien“ Nr. 6

Errichtet: 1762 – IV. Armeekorps – 32. Infanterietruppendivision
Ethnische Zusammensetzung: 41 % Deutsche – 27 % Kroaten/Serben – 32 % andere
Regimentssprache: deutsch, serbokroatisch
Ergänzungsbezirkskommando, Ersatzbataillonskader: Neusatz
Dislozierung: Stab, II., III. Baon: Budapest (Üllöi-út 47/49 Maria-Theresia-Kaserne) – I. Baon: Bileća – IV. Baon: Neusatz
Kommandant: Oberst Julius Phleps
Stabsoffiziere:
Oberstleutnants: Franz Zipfel, Karl Hodula, Gottfried Huber, Viktor Chtil
Majore: Isidor Deutsch, Peter Wuić, Alexander Weber, Jaroslaus Ullik
Deutsche Uniform – Egalisierungsfarbe: rosenrot – Knöpfe: weiß
- K.u.k. Infanterieregiment „Graf von Khevenhüller“ Nr. 7

- k.u.k. Infanterieregiment „Erzherzog Karl Stephan“ Nr. 8

Errichtet: 1642 – II. Armeekorps – 4. Infanterietruppendivision
Ethnische Zusammensetzung: 31 % Deutsche – 67 % Tschechen – 2 % andere
Regimentssprache: deutsch, tschechisch
Ergänzungsbezirkskommando, Ersatzbataillonskader: Brünn
Dislozierung: Stab, I., II., IV. Baon: (Radetzkygasse 4 – Franz-Josef-Kaserne) Brünn – III. Baon: Trebinje
Kommandant: Oberst Robert Trimmel
Stabsoffiziere:
Oberstleutnants: Albert Watterich, Heinrich Lašek, Johann Horák
Majore: Adalbert Nehrer, Adolf Junek, Gustav Schischka, Rudolf Pawlowsky, Alexander Boruszczak
Deutsche Uniform – Egalisierungsfarbe: grasgrün – Knöpfe: gelb
Weitere Regiments- bzw. Inhabernamen:
1877–1889: Freiherr von Abele
- k.u.k. Infanterieregiment „Graf Clerfait“ Nr. 9

Errichtet: 1725 – X. Armeekorps – 24. Infanterietruppendivision
Ethnische Zusammensetzung: 73 % Ruthenen – 20 % Polen – 7 % andere
Regimentssprache: polnisch
Ergänzungsbezirkskommando, Ersatzbataillonskader: Stryj
Dislozierung: Stab; I., IV. Baon: Przemyśl – II. Baon: Stryj – III. Baon: Radymno
Kommandant: Oberst Felix Ritter Cyrus-Sobolewski von Sobolów
Stabsoffiziere:
Oberst: Julius Wolny
Oberstleutnant: Karl Wittmann
Majore: Miecislaus Gorecki, Johann Münster, Wladimir Ritter Omchikus von Udbinagrad, Adolf Steffen, Ferdinand Herforth, Franz Kerschner,
Deutsche Uniform – Egalisierungsfarbe: apfelgrün – Knöpfe: gelb
Weitere Regiments- bzw. Inhabernamen:
1874–1888: Freiherr Packenj von Kilstädten
- k.u.k. Infanterieregiment „Gustav V. König der Schweden, der Goten u. Wenden“ Nr. 10

Errichtet: 1715 – X. Armeekorps – 24. Infanterietruppendivision
Ethnische Zusammensetzung: 43 % Polen – 47 % Ruthenen – 10 % Andere
Regimentssprache: polnisch
Ergänzungsbezirkskommando, Ersatzbataillonskader: Przemyśl
Dislozierung: Stab, II., III., IV. Baon: Przemyśl – I. Baon: Bijeljina mit einer Kompanie in Janja
Kommandant: Oberst Friedrich Peitzker
Stabsoffiziere:
Oberst: Konrad Klose
Oberstleutnant: Karl Zahner
Majore: Alexander Studziński, Hugo Wohlang, Heinrich Stäger, Alfons Freiherr Senarclens de Graney, Richard Teltschik,
Deutsche Uniform – Egalisierungsfarbe: papageigrün – Knöpfe: weiß
Weitere Regiments- bzw. Inhabernamen:
1869–1887: Freiherr von Handel
1888–1905: Oskar II. Friedrich König von Schweden und Norwegen
1905–1907: Oskar II. Friedrich König von Schweden

### Nr. 11–20

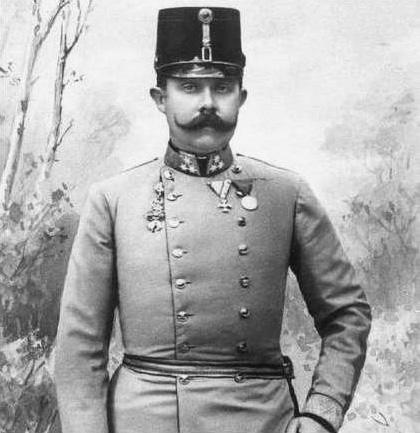
Oberstinhaber Inf.Rgt. Nr. 19
Gen. Erzherzog Franz Ferdinand K.H.

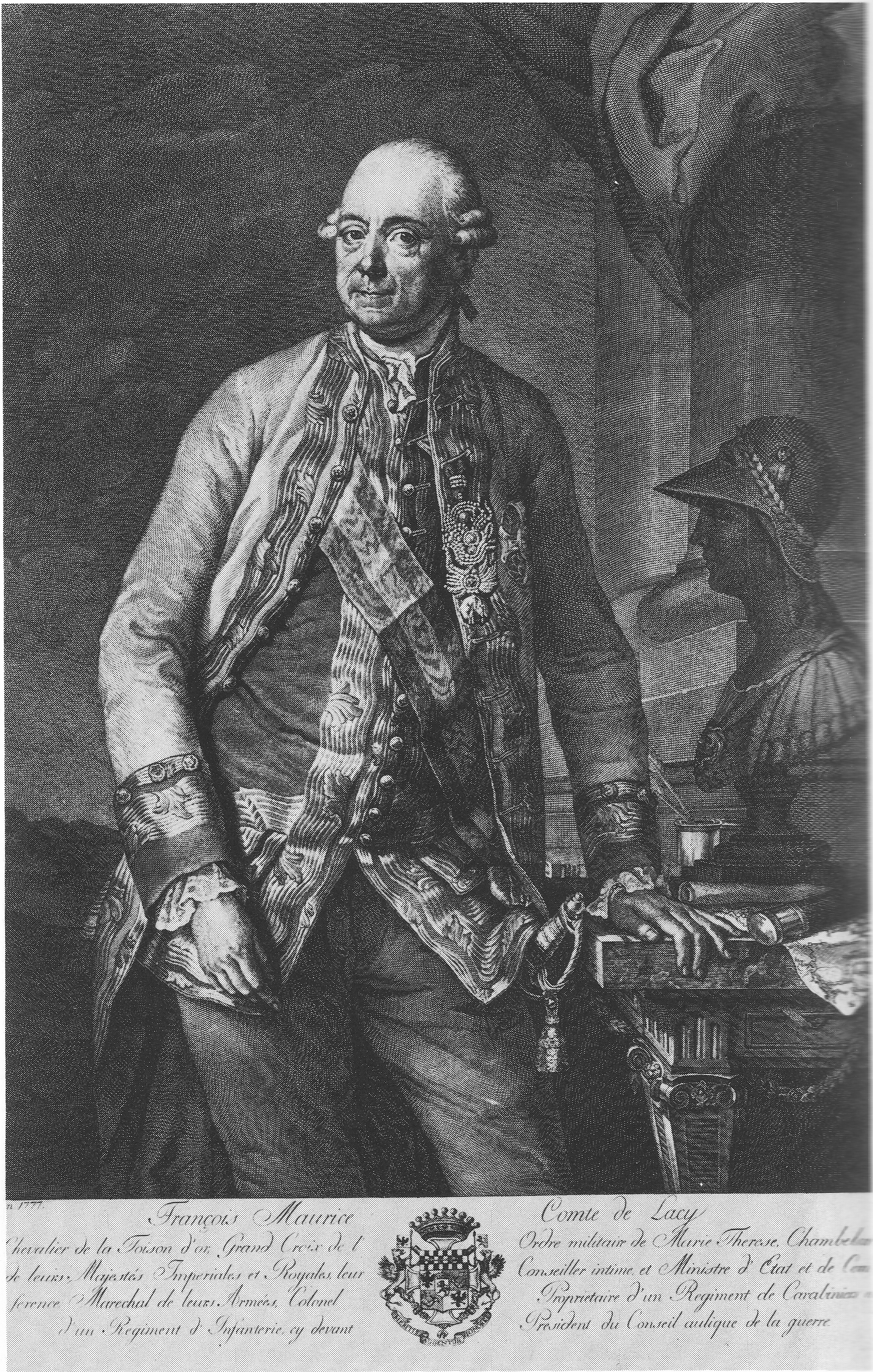
Immerwährender Oberstinhaber Inf.Rgt. Nr. 22
FM Graf von Lacy

- k.u.k. Infanterieregiment Johann Georg Prinz von Sachsen Nr. 11

Errichtet: 1629 – VIII. Armeekorps – 19. Infanterietruppendivision
Ethnische Zusammensetzung: 20 % Deutsche – 79 % Tschechen – 1 % andere
Regimentssprache: deutsch, tschechisch
Ergänzungsbezirkskommando, Ersatzbataillonskader: Písek
Garnison: Stab, III., IV. Baon: Prag – I. Baon & Ersatzbataillonskader: Písek – II. Baon: Prachatitz
Kommandant: Oberst Karl Wokoun
Stabsoffiziere:
Oberstleutnants: Edmund Hauser, Eduard Mollinary, Josef Edler von Penz, Georg Hoffmann, Alfred Haluska
Majore: Anton Schiffner, Josef Lašek, Adolf Bednařik, Josef Brisch,
Deutsche Uniform – Egalisierungsfarbe: aschgrau – Knöpfe: gelb
- k.u.k. Infanterieregiment „Parmann“ Nr. 12

Errichtet: 1702 – V. Armeekorps – 4. Infanterietruppendivision
Ethnische Zusammensetzung: 58 % Magyaren – 31 % Slowaken – 11 % andere
Regimentssprache: ungarisch, slowakisch
Ergänzungsbezirkskommando, Ersatzbataillonskader: Komárom
Garnison: Stab, I., II. Baon: Znaim-Klosterbruck – III. Baon: Komárom – IV. Baon: Sarajevo
Kommandant: Oberst Joseph Leide
Stabsoffiziere:
Oberstleutnants: Ludwig Pittner, Ottokar Matzek, Karl v. Kouffheim, Franz Klotz
Majore: Adolf Poczinski, Rudolf Bergmayer, Viktor Pasching,
Ungarische Uniform – Egalisierungsfarbe: dunkelbraun – Knöpfe: gelb
- k.u.k. Infanterieregiment „Jung-Starhemberg“ Nr. 13

Errichtet: 1814 – I. Armeekorps – 5. Infanterietruppendivision
Ethnische Zusammensetzung: 82 % Polen – 10 % Tschechen – 8 % andere
Regimentssprache: polnisch
Ergänzungsbezirkskommando, Ersatzbataillonskader: Krakau
Garnison: Stab, II., III. Baon: Troppau – I. Baon: Bielitz – IV. Baon: Krakau
Kommandant: Oberst Joseph Krasser
Stabsoffiziere:
Oberstleutnants: Viktor Kandler, Jakob v. Nossek, Adolf Schaller, Julius Schneider
Majore: Josef Ertl, Karl Tomaschek, Gustav Jenneman Edler v. Werthau
Deutsche Uniform – Egalisierungsfarbe: rosenrot – Knöpfe: gelb
- k.u.k. Infanterieregiment „Ernst Ludwig Großherzog von Hessen und bei Rhein“ Nr. 14

- k.u.k. Infanterieregiment „Freiherr von Georgi“ Nr. 15

Errichtet: 1701 – XI. Armeekorps – 11. Infanterietruppendivision
Ethnische Zusammensetzung: 29 % Polen – 62 % Ruthenen – 9 % andere
Regimentssprache: polnisch
Ergänzungsbezirkskommando, Ersatzbataillonskader: Tarnopol
Garnison: Stab, I., III., IV. Baon: Tarnopol – II. Baon: Lemberg
Kommandant: Oberst Rudolf Rudel
Stabsoffiziere:
Oberstleutnants: Ägidius Adamovič, Ferdinand Vogt, Martin Wysocki, Otto Stary
Majore: Oskar Karasek, Julius Ritter Malczewski v. Tarnawa, Johann Haberditz
Deutsche Uniform – Egalisierungsfarbe: krapprot – Knöpfe: gelb
- k.u.k. Warasdiner Infanterieregiment „Freiherr von Giesl“ Nr. 16

Errichtet: 1703 – XIII. Armeekorps – 49. Infanterietruppendivision
Ethnische Zusammensetzung: 97 % Kroaten/Serben – 3 % andere
Regimentssprache: serbokroatisch
Ergänzungsbezirkskommando, Ersatzbataillonskader: Belovar
Garnison: Stab, I., II., III. Baon: Wien (Schwarzenbergkaserne) – IV. Baon: Belovar
Kommandant: Oberst Raimund Budiner
Stabsoffiziere:
Oberstleutnants: Matthias Piskor, Johann Marié, Anton Hanika, Bogumil Novakovič v. Gjuraboj, Johann Mesié
Majore: Rudolf Perz, Ferdinand Bauer, Josef Balzarek
Ungarische Uniform – Egalisierungsfarbe: schwefelgelb – Knöpfe: gelb
- k.u.k. Infanterieregiment „Ritter von Milde“ Nr. 17

Errichtet: 1674 – III. Armeekorps – 6. Infanterietruppendivision
Ethnische Zusammensetzung: 86 % Slowenen – 14 % andere
Regimentssprache: slowenisch
Ergänzungsbezirkskommando, Ersatzbataillonskader: Laibach
Garnison: Stab, II., III., IV. Baon: Klagenfurt – I. Baon: Laibach
Kommandant: Oberst Adolf Freiherr von Stillfried und Rathenitz
Stabsoffiziere:
Oberstleutnants: Johann Neubacher, Karl Breindl, August Zell, Isidor Hrašovec, Franz Perner, Hugo Ventour v. Thurmann
Majore: Artur Gruber Edler v. Rehenburg, Franz Mattass
Deutsche Uniform – Egalisierungsfarbe: rotbraun – Knöpfe: weiß
- k.u.k. Infanterieregiment „Erzherzog Leopold Salvator“ Nr. 18

Errichtet: 1682 – IX. Armeekorps – 10. Infanterietruppendivision
Ethnische Zusammensetzung: 23 % Deutsche – 75 % Tschechen – 2 % andere
Regimentssprache: deutsch, tschechisch
Ergänzungsbezirkskommando, Ersatzbataillonskader: Königgrätz
Garnison: Stab, I., III., IV. Baon: Königgrätz – II. Baon: Nevesinje
Kommandant: Oberst Franz Otahal Edler von Ottenhorst
Stabsoffiziere:
Oberstleutnants: Karl Schwanda, Franz Edler v. Kühtreiber, Josef Kubiček
Majore: Julius Killasn, Friedrich Meissner, Franz Tomášek
Deutsche Uniform – Egalisierungsfarbe: dunkelrot – Knöpfe: weiß
- k.u.k. Infanterieregiment „Erzherzog Franz Ferdinand“ Nr. 19

Errichtet: 1734 – V. Armeekorps – 28. Infanterietruppendivision
Ethnische Zusammensetzung: 95 % Magyaren – 5 % andere
Regimentssprache: ungarisch
Ergänzungsbezirkskommando, Ersatzbataillonskader: Győr
Garnison: Stab, II. Baon: Tolmein – I. Baon: Sesena – III. Baon: Győr – IV. Baon: Karfreit
Kommandant: Oberst Rudolf Ritter von Metz
Stabsoffiziere:
Oberst: Eberhard Ritter v. Alemann
Oberstleutnants:
Majore: Ernst Redlich v. Redensbrück, Aureliean Keller, Franz Mihalovics, Ludwig Haun, Julian Kontz, Bernhardin Ritter v. Kronenfels
Ungarische Uniform – Egalisierungsfarbe: himmelblau – Knöpfe: weiß
- k.u.k. Infanterieregiment „Heinrich Prinz von Preußen“ Nr. 20

Errichtet: 1681 – I. Armeekorps – 12. Infanterietruppendivision
Ethnische Zusammensetzung: 86 % Polen – 14 % andere
Regimentssprache: polnisch
Ergänzungsbezirkskommando, Ersatzbataillonskader: Neusandez
Garnison: Stab, I., II. Baon: Krakau (ul. Rajska – Franz Josefs Kaserne) – III. Baon: Neusandez – IV. Baon: Bijeljina
Kommandant: Oberst Stanislaus v. Puchalski
Stabsoffiziere:
Oberstleutnants: Alos Edler v. Hoffmann, Franz Mitteregger
Majore: Alois Jüttner, Rudolf Neubauer, Stephan Witkowski, Heinrich Bohn, Johann Mischke, Julius Suchy
Deutsche Uniform – Egalisierungsfarbe: krebsrot – Knöpfe: weiß

### Nr. 21–30

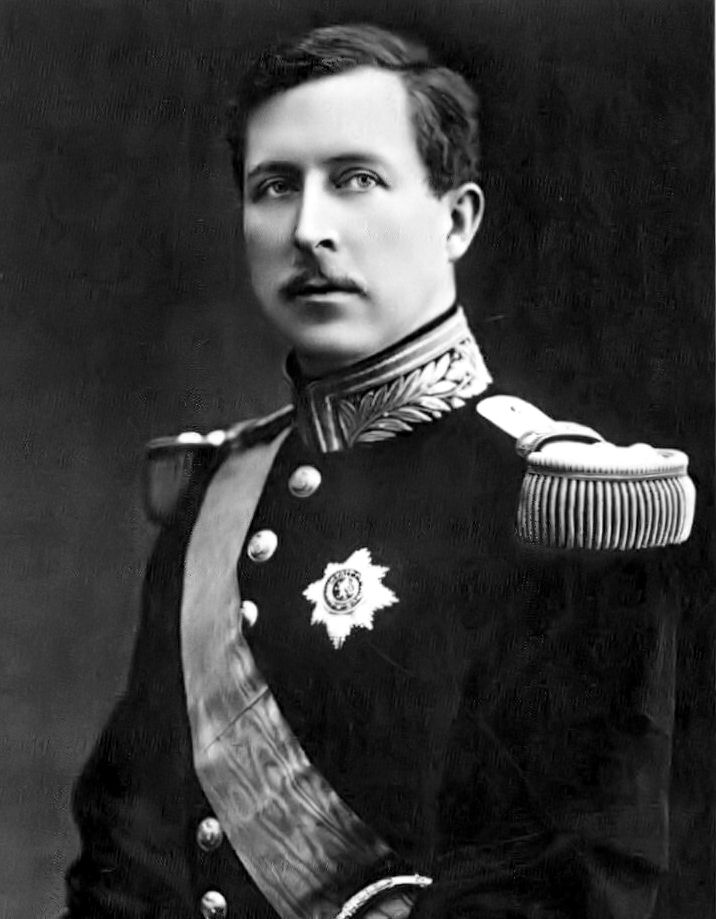
Oberstinhaber Inf.Rgt. Nr. 27
Albert I., König der Belgier

- k.u.k. Infanterieregiment „Graf von Abensperg und Traun“ Nr. 21

Errichtet: 1734 – IX. Armeekorps – 10. Infanterietruppendivision
- 1734 errichtet auf eigne Kosten vom Inhaber
- Inhaber: 1734 Inhaber Graf Ludwig von Colmenero (gefallen 19. September 1734 bei Guastalla) – 1734 FZM Graf Ludwig Ferdinand zu Schulenburg-Oynhausen († 16. Januar 1754) – 1754 FM Herzog Carl Raimund von Arenberg († 17. August 1778) – 1778 FZM Freiherr Sigmund von Gemmingen-Hornberg († 17. Dezember 1806) – 1808 FML Prinz Louis Victor von Rohan (quittierte 1810 den kaiserlichen Dienst, † 10. Dezember 1846) – 1810 FML Graf Albert Gyulai von Marosnemeth und Nadaska († 27. April 1835) – 1835 FML Freiherr Johann von Paumgarten († 24. September 1849) – 1849 FML Fürst Felix zu Schwarzenberg († 5. April 1852) – 1852 FML Graf Christian von Leiningen-Westerburg († 1. Oktober 1856) – 1857 FZM Freiherr Sigmund von Reischach († 13. November 1878)[9] – 1878 FML Freiherr Friedrich von Mondel (Generaladjutant des Kaisers und Königs)

Ethnische Zusammensetzung: 87 % Tschechen – 13 % andere
Regimentssprache: tschechisch
Ergänzungsbezirkskommando, Ersatzbataillonskader: Caslau
Garnison: Stab; III., IV. Baon: Kuttenberg – II. Baon: Čáslav – I. Baon: Brčko
Kommandant: Oberst Franz Pokorny
Stabsoffiziere:
Oberstleutnants: Anton Wanka, Johamm Wpolgner, Jaroslav Weṡatka
Majore: Heinrich Ziegenhofer, Franz Wenzel, Wilhelm Holub, Wenzecl Trunêček, Maximilian Kostka
Deutsche Uniform – Egalisierungsfarbe: meergrün – Knöpfe: gelb
- k.u.k. Infanterieregiment „Graf von Lacy“ Nr. 22

Errichtet: 1708 – XVI. Armeekorps – 18. Infanterietruppendivision
- 1709 errichtet vom Inhaber

Inhaber: 1709 FML Engelhart von Plischau (gefallen 1717) – 1717 FML Freiherr Franz Carl Laimpruch zu Eppurg († 1722) – 1723 Albrecht Wolfgang Markgraf zu Brandenburg-Culmbach (gefallen 29. Juni 1734 bei Parma) – 1734 FML Heinrich Jakob Freiherr von Suckow († 1740) – 1741 FML Freiherr Wilhelm Moriz von Roth († 1747) – 1748 FML Jakob Ignaz Freiherr von Hagenbach († 1756) – 1756 FML Salamon (auch Simon) Sprecher von Bernegg († 1758) – 1766 FM Franz Moriz Graf von Lacy († 24. November 1801) – 1802 FM Prinz Friedrich Josias zu Sachsen-Coburg-Saalfeld – 1815 FM Prinz Friedrich von Nassau-Usingen – 1816 Prinz Leopold Beider Sicilien († 1851) – 1851 FZM Graf Franz von Wimpffen (seit 1849 zweiter Inhaber, † 26. November 1874) – 1871 FZM Baron Josef Weber (Präsident des obersten Militär-Justizsenates)
- Zweite Inhaber: 1816 FML Josef Franz von Tomassich († 12. August 1831) – 1831 FML Baron Gabriel von Collenbach († 22. Februar 1840) – 1840 FML Baron Ludwig von Welden (erhielt 1849 das 20. Infanterie-Regiment)
- Ethnische Zusammensetzung: 82 % Kroaten/Serben – 10 % Slowenen – 8 % andere

Regimentssprache: serbokroatisch
Ergänzungsbezirkskommando, Ersatzbataillonskader: Sinj
Garnison: Stab, II., III., IV. Baon: Mostar – I. Baon: Sinj
Kommandant: Oberst Rudolf Streith
Stabsoffiziere:
Oberstleutnants: Josef Zechbauer, Bartholomäus Žebre
Majore: Eugen Petzold, Friedrich Kovačić, Alois Castro, Peter Petrović, Gottfried Klassek
Deutsche Uniform – Egalisierungsfarbe: kaisergelb – Knöpfe: weiß
- k.u.k. Infanterieregiment „Markgraf von Baden“ Nr. 23

Errichtet: 1672 – IV. Armeekorps – 32. Infanterietruppendivision
Ethnische Zusammensetzung: 40 % Ungarn – 40 % Deutsche – 13 % Bunjewatzen und Schokatzen – 7 % Serben
Regimentssprache: deutsch, ungarisch
Inhaber: 1814 neu errichtet in der Lombardei, teils aus dem Reste der übernommenen italienischen Armee teils aus assentirten Mannschaften – 1815 FML Franz Baron Mauroy de Merville († 3. April 1816) – 1817 FML Carl von Greth († 1827) – 1827 FML Josef Söldner von Söldenhofen († 1837) – 1837 FML Graf Ferdinand von Ceccopieri († 4. Juni 1850) – 1850 FZM Freiherr Paul von Airoldi
Ergänzungsbezirkskommando, Ersatzbataillonskader: Zombor
Garnison: Stab, I., II., III. Baon: Budapest – IV. Baon: Zombor
Kommandant: Oberst Wilhelm Edler von Pflanzer
Stabsoffiziere:
Oberstleutnants: Wilhelm von Domonić, Peter Wagner, Emmerich Fehér, Elmér Szederjei, Karl Seylier
Majore: Ludwig Krause, Josef Handstanger, Josef Bandat
Ungarische Uniform – Egalisierungsfarbe: kirschrot – Knöpfe: weiß
- k.u.k. Infanterieregiment „Ritter von Kummer“ Nr. 24

Errichtet: 1632 – XI. Armeekorps – 25. Infanterietruppendivision
- 1632 errichtet von dem Inhaber FM Graf Philipp von Mannsfeld († 1657) – 1657 GM Freiherr Lucas von Spieck – 1665 FM Graf Jakob von Leslie erhielt später das Infanterie-Regiment Nr 36 – 1675 FM Fürst Heinrich Franz von Mannsfeld-Fondi († 1715) – 1702 Oberst zugleich Regimentskommandeur Jakob Ernst von Ghelen – 1703 FM Graf Maximilian Adam von Starhemberg († 1741) – 1741 FZM Graf Emanuel Michael von Starhemberg († 22. Februar 1771) – 1771 FZM Freiherr Johann Peter von Preiss († 17. Januar 1797) – 1797 bis 1799 unbesetzt – 1801 FML Fürst Carl von Auersperg (legte 1806 die Inhaberswürde nieder, † 26. Dezember 1822) – 1808 FZM Gottfried von Strauch († Januar 1836) – 1836 Carl Ludwig Herzog von Lucca (seit 1848 Herzog von Parma)

Zweite Inhaber:
- 1836 FZM Baron Josef von Odelga († 29. April 1857) – 1857 FML Freiherr Carl Freiherr Trattnern von Petrocza († 1872)

Ethnische Zusammensetzung: 79 % Ruthenen – 20 % Slowaken – 1 % andere
Regimentssprache: polnisch, slowakisch
Ergänzungsbezirkskommando, Ersatzbataillonskader: Kolomea
Garnison: Stab, II., III., IV. Baon: Wien – I. Baon: Kolomea
Kommandant: Oberst Franz Schnetzer
Stabsoffiziere:
Oberstleutnants: Josef Edler v. Bozziano, Ottokar Chwostek, Johann Nowak
Majore: Rudolf Frundsberg, Jaromir Holý, Ferdinand Bauer, Gustav Bodenstein
Deutsche Uniform – Egalisierungsfarbe: aschgrau – Knöpfe: weiß
- k.u.k. Infanterieregiment „Edler von Pokorny“ Nr. 25

Errichtet: 1672 – VI. Armeekorps – 27. Infanterietruppendivision
Inhaber 1672 errichtet durch den kurpfälzischen Oberst Graf Johann Karl von Serenyi – 1672 FM Johann Karl von Serenyi († Februar 1691) – 1691 GM Freiherr Franz Christof von Amenzaga († Februar 1693) – 1693 FZM Graf Scipio von Bagni († 21. Oktober 1721) – 1721 FML Baron Philipp von Langlet († Oktober 1727) – 1727 FML Marquis Math de Luciny († 26. September 1729) – 1731 FZM Freiherr Carl Franz von Wachtendonk († August 1741) – 1742 FZM Fürst Octavius von Piccolomini († 24. Januar 1757) – 1757 FM Graf Franz Ludwig von Thürheim († 10. Juni 1782) – 1783 FML Graf Ludwig von Breachainville († 10. Februar 1799) – 1801 FML Graf Johann von Spork († 1807) – 1808 FML Graf Franz Julius von Zedwitz († 14. April 1808) – 1810 FZM Baron Thierry de Vaux († 4. April 1820) – 1823 FZM Freiherr Werner von Trapp († 31. Oktober 1842) – 1842 FZM Gustav von Wocher († 25. März 1858) – 1858 FML Graf Johann Heinrich von Salis-Zizers († 3. Juni 1858) – 1858 FZM Freiherr Lazar von Mamula († 12. Januar 1878) – 1878 FML Vincenz Purkher Edler von Purkhain
Ethnische Zusammensetzung: 56 % Magyaren – 41 % Slowaken – 3 % andere
Regimentssprache: ungarisch, slowakisch
Ergänzungsbezirkskommando, Ersatzbataillonskader: Losoncz
Garnison: Stab, I., II., III. Baon: Losoncz – IV. Baon: Goražde
Kommandant: Oberst Ladislaus Horváth
Stabsoffiziere:
Oberstleutnants: Rudolf Pammer, Josef Schmidbacher, Vinzenz Rosenmayr
Majore: Wilhelm Wiener, Artur Lürzer v. Zehendtal, Julius Halbsch
Ungarische Uniform – Egalisierungsfarbe: meergrün – Knöpfe: weiß
- k.u.k. Infanterieregiment „Schreiber“ Nr. 26

Errichtet: 1717 – V. Armeekorps – 33. Infanterietruppendivision
Ethnische Zusammensetzung: 53 % Magyaren – 38 % Slowaken – 9 % andere
Regimentssprache: ungarisch, slowakisch
Ergänzungsbezirkskommando, Ersatzbataillonskader: Esztergom
Garnison: Stab, 1., II., IV. Baon: Győr – III. Baon: Esztergom
Kommandant: Oberst Livius Borotha v. Trestenica
Stabsoffiziere:
Oberstleutnants: Otto Kick, Friedrich Kozian
Majore: Alexander Mráz, Koloman v. Klempa, Karl Klein, Julius Briebrecher, Rudolf Auffahrt
Ungarische Uniform – Egalisierungsfarbe: schwarz – Knöpfe: gelb
- k.u.k. Infanterieregiment „Albert I. König der Belgier“ Nr. 27

Errichtet: 1682 – III. Armeekorps – 28. Infanterietruppendivision
Ethnische Zusammensetzung: 94 % Deutsche – 6 % andere
Regimentssprache: deutsch
Ergänzungsbezirkskommando, Ersatzbataillonskader: Graz
Garnison: Stab, I., II., IV. Baon: Laibach – III. Baon: Graz
Kommandant: Oberst Karl Weber
Stabsoffiziere:
Oberstleutnants: Georg Schneider, Richard Walland
Majore: Eduard Leibetseder, Josef Kleczkowski, Adolf Ritter v. Märkel-Märkel, Meinrad Sigl, Rudolf Schwarz, Theodor Sigmund
Deutsche Uniform – Egalisierungsfarbe: kaisergelb – Knöpfe: gelb

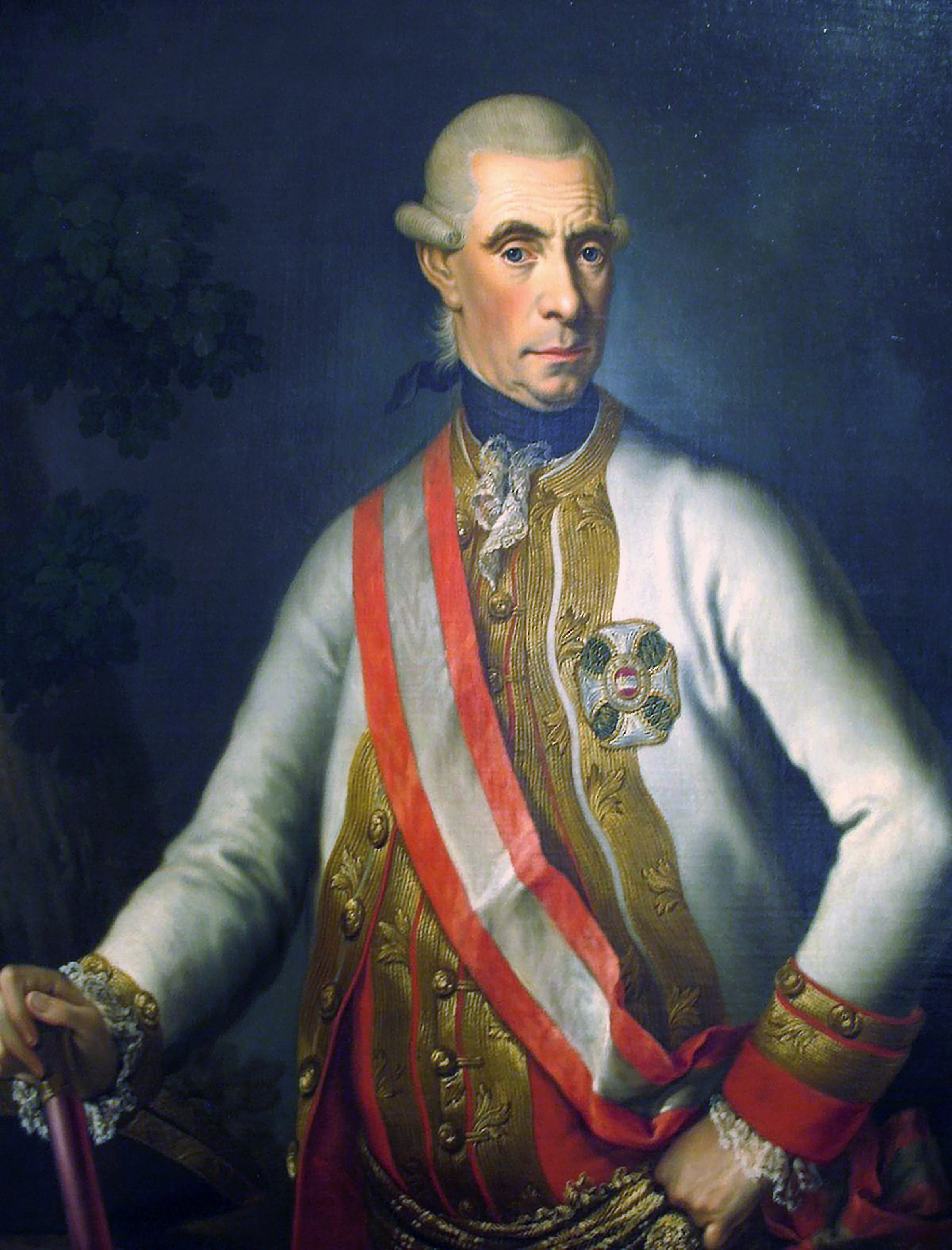
Immerwährender Oberstinhaber Inf.Rgt. Nr. 29
FZM Ernst v. Laudon

- K.u.k. Infanterieregiment „Viktor Emanuel III. König von Italien“ Nr. 28

Errichtet: 1698 – VIII. Armeekorps – 3. Infanterietruppendivision
Ethnische Zusammensetzung: 95 % Tschechen – 5 % andere
Regimentssprache: tschechisch
Ergänzungsbezirkskommando, Ersatzbataillonskader: Prag
Garnison: Stab, I. Baon: Prag – II. Baon: Schlanders – III. Baon: Innsbruck – IV. Baon: Malé
Kommandant: Oberst Ferdinand Sedlaczek
Stabsoffiziere:
Oberste: Eduard Edler v. Merten, Hugo Eckelt
Oberstleutnants: Alexander de Brunfaut, Friedrich Balling
Majore: Florian Schaumeier, Theodor Praschak, Rudolf Rumpel
Deutsche Uniform – Egalisierungsfarbe: grasgrün – Knöpfe: weiß
- k.u.k. Infanterieregiment „Freiherr von Laudon“ Nr. 29

Errichtet: 1709 – VII. Armeekorps – 34. Infanterietruppendivision
Ethnische Zusammensetzung: 44 % Kroaten/Serben – 30 % Slowenen – 17 % Rumänen – 9 % andere
Regimentssprache: serbokroatisch, slowenisch
Ergänzungsbezirkskommando, Ersatzbataillonskader: Nagybecskerek
Garnison: Stab, II., III., IV. Baon: Temesvár – I. Baon: Nagybecskerek
Kommandant: Oberst Trojan Bacsila
Stabsoffiziere:
Oberstleutnants: Johann Balihar, Rudolf Wessely
Majore: Johann Napoleon, Gustav Singer, Stanislaus Slawikowski, Rudolf Kastner, Stanislaus Springwald, Anton Helmer
Ungarische Uniform – Egalisierungsfarbe: lichtblau – Knöpfe: weiß
- k.u.k. Infanterieregiment „Schoedler“ Nr. 30

Errichtet: 1725 – XI. Armeekorps – 11. Infanterietruppendivision
Ethnische Zusammensetzung: 31 % Polen – 59 % Ruthenen – 10 % andere
Regimentssprache: polnisch
Ergänzungsbezirkskommando, Ersatzbataillonskader: Lemberg
Garnison: Lemberg
Kommandant: Oberst Edmund Edler v. Rabl
Stabsoffiziere:
Oberst: Gustav Schneider
Oberstleutnants: Alois Velkaverh, Paul Kovačević,
Majore: Ernst Kopfstein, Adolf Sandner, Rudolf Préveaux, Ferdinand Panhans, Viktor Gröschel
Deutsche Uniform – Egalisierungsfarbe: hechtgrau – Knöpfe: gelb

### Nr. 31–40

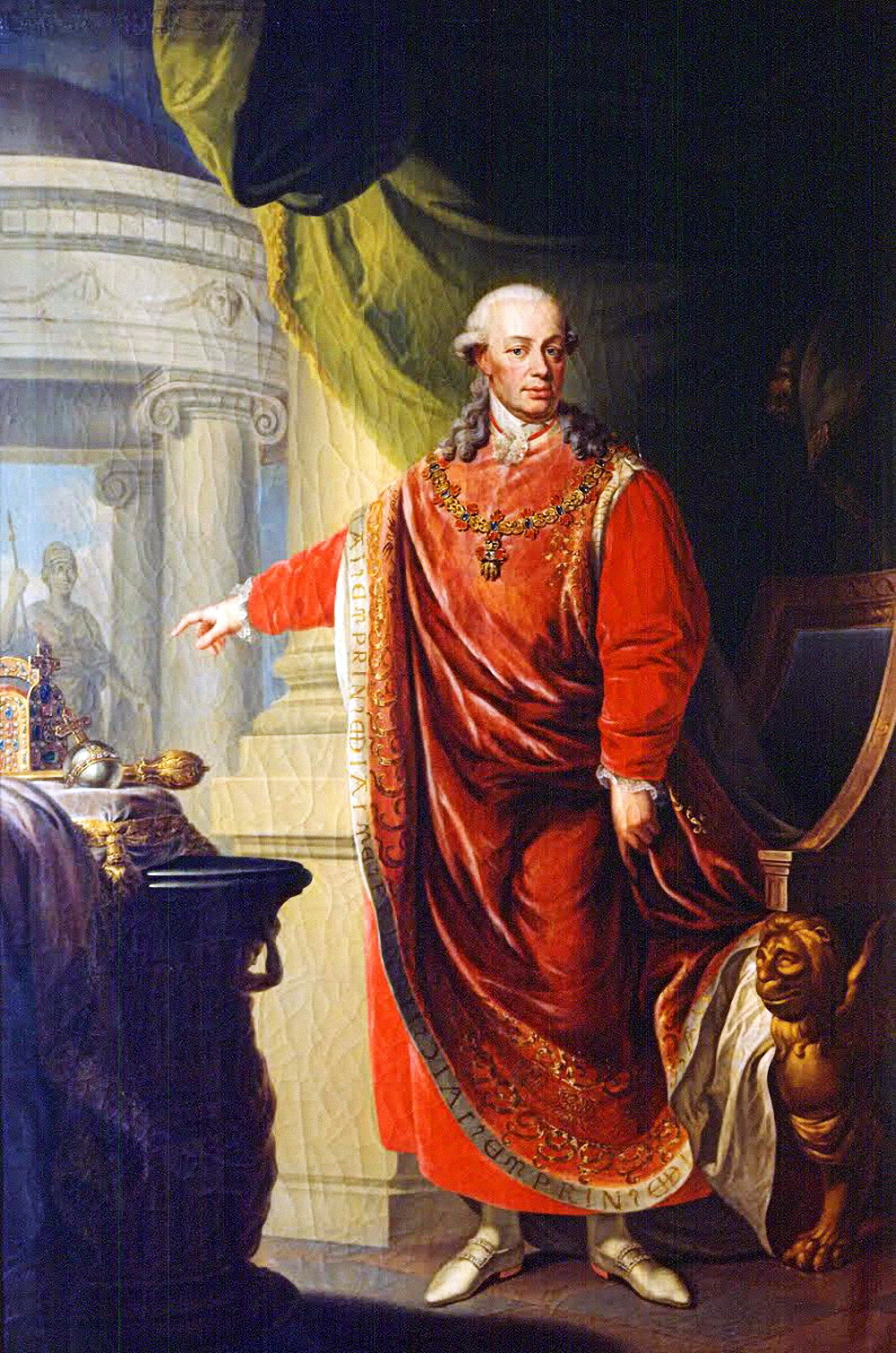
Immerwährender Oberstinhaber Inf.Rgt. 33
Kaiser Leopold II.

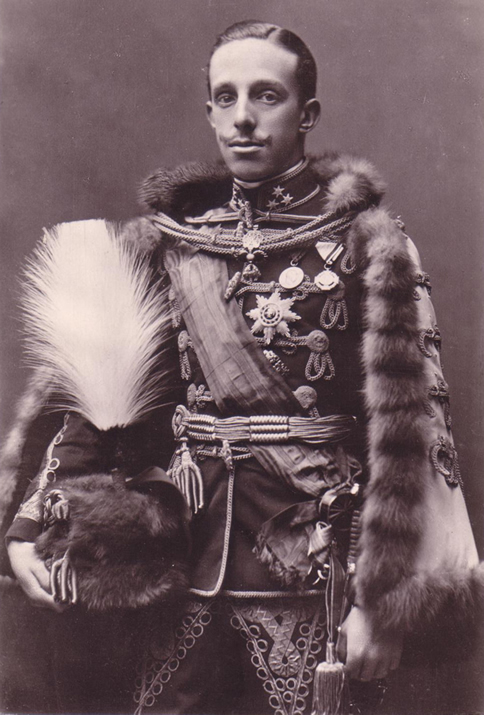
König Alfons XIII. von Spanien

- k.u.k. Infanterieregiment „Pucherna“ Nr. 31

Errichtet: 1741 – XII. Armeekorps – 16. Infanterietruppendivision
Ethnische Zusammensetzung: 25 % Deutsche – 69 % Ruthenen – 6 % verschiedene
Regimentssprache: deutsch, polnisch
Ergänzungsbezirkskommando, Ersatzbataillonskader: Nagyszeben
Garnison: Stab, I., II., IV. Baon: Nagyszeben – III. Baon: Spalato
Kommandant: Oberst Heinrich Edler von Salmon
Stabsoffiziere:
Oberstleutnant: Hans Kröpfel
Majore: Rudolf Metze, Rudolf Bertl, Trajan Zsivan v. Meleneze, Wilhelm Hettinger, Svetozar Zsivanovits
Ungarisch Uniform – Egalisierungsfarbe: kaisergelb – Knöpfe: weiß
- k.u.k. Infanterieregiment „Kaiserin und Königin Maria Theresia“ Nr. 32

Errichtet: 1741 – IV. Armeekorps – 28. Infanterietruppendivision
Ethnische Zusammensetzung: 91 % Magyaren – 9 % verschiedene
Regimentssprache: ungarisch
Ergänzungsbezirkskommando, Ersatzbataillonskader: Budapest
Garnison: Stab; I., II., IV Baon: Triest (Piazza Caserma 8) – III. Baon: Budapest
Kommandant: Oberst Karl Heisegg
Stabsoffiziere:
Oberstleutnant: Wilhelm Mestrovič,
Majore: Alexander Achácz, Otto Pommerstein, Rudolf Mühlberger, Alfred Schwarz, Theodor Jahn, Rudolf Schnabel
Ungarische Uniform – Egalisierungsfarbe: himmelblau – Knöpfe: gelb
- k.u.k. Infanterieregiment „Kaiser Leopold II.“ Nr. 33

Errichtet: 1741 – VIII. Armeekorps – 17. Infanterietruppendivision
Ethnische Zusammensetzung: 28 % Magyaren – 54 % Rumänen – 18 % verschiedene
Regimentssprache: ungarisch, rumänisch
Ergänzungsbezirkskommando, Ersatzbataillonskader: Arad
Garnison: Stab, I., II., III. Baon: Arad – IV. Baon: Cattaro
Kommandant: Oberst Simon Barza Edler v. Barnhöfft
Stabsoffiziere:
Oberst: Dionysius Florianu
Oberstleutnants: Esuard Litschauer, Demeter Burdea, Michael Cioban
Majore: Rudolf Winkler, Silvin Gillhuber, Ludwig Nawratil, Aladár Zakariás
Ungarische Uniform – Egalisierungsfarbe: aschgrau – Knöpfe: weiß
- k.u.k. Infanterieregiment „Wilhelm I. Deutscher Kaiser und König von Preußen“ Nr. 34

Errichtet: 1733 – IV. Armeekorps – 27. Infanterietruppendivision
Ethnische Zusammensetzung: 91 % Magyaren – 9 % verschiedene
Regimentssprache: ungarisch
Ergänzungsbezirkskommando, Ersatzbataillonskader: Kaschau (Kassa)
Garnison: Stab, I., III., IV. Baon: Kaschau – II. Baon: Rogatica – 1 Komp. Podromanja
Kommandant: Oberst August Boyer
Stabsoffiziere:
Oberstleutnant: Oskar Mathans
Majore: Tibor Marzó v. Verebély, Georg Land Edler v. Waldthurm, Julius Steindl, Josef Falzmann, Josef Edler v. Kraus, Gustav Ritter v. Lindner
Ungarische Uniform – Egalisierungsfarbe: krapprot – Knöpfe: weiß
- k.u.k. Infanterieregiment „Freiherr von Sterneck“ Nr. 35

Errichtet: 1683 – VIII. Armeekorps – 19. Infanterietruppendivision
Ethnische Zusammensetzung: 39 % Deutsche – 60 % Tschechen – 1 % verschiedene
Regimentssprache: deutsch, tschechisch
Ergänzungsbezirkskommando, Ersatzbataillonskader: Pilsen
Garnison: Stab, I., II., IV. Baon: Pilsen – III. Baon: Kalinovik
Kommandant: Oberst Johann Ritter von Mossig
Stabsoffiziere:
Oberstleutnants: Alfred Steinsberg, Rudolf Lamatsch Edler v. Waffenstein, Ferdinand Jost, Franz Elstner
Majore: Emil Kornmüller, Gustav Sturm, Eduard Bassermann
Deutsche Uniform – Egalisierungsfarbe: krebsrot – Knöpfe: gelb
- k.u.k. Infanterieregiment „Reichsgraf Browne“ Nr. 36

Errichtet: 1683 – IX. Armeekorps – 8. Infanterietruppendivision
Ethnische Zusammensetzung: 95 % Tschechen – 5 % verschiedene
Regimentssprache: tschechisch
Ergänzungsbezirkskommando, Ersatzbataillonskader: Jungbunzlau
Garnison: Stab, I., III. Baon: Bruneck – II. Baon: Niederndorf – IV. Baon: Jungbunzlau – 1. & 4. Komp. Welsberg – 8. Komp. Toblach
Kommandant: Oberst Rudolf Müller
Stabsoffiziere:
Oberstleutnants: Josef Krehan, Karl Pfister
Majore: Alois Hajek, Leopold Weiss, Theodor Albrecht, Josef Mildner
Deutsche Uniform – Egalisierungsfarbe: blassrot – Knöpfe: weiß
- k.u.k. Infanterieregiment „Erzherzog Joseph“ Nr. 37

Errichtet: 1741 – VII. Armeekorps – 49. Infanterietruppendivision
Ethnische Zusammensetzung: 48 % Magyaren – 49 % Rumänen – 3 % verschiedene
Regimentssprache: ungarisch, rumänisch
Ergänzungsbezirkskommando, Ersatzbataillonskader: Großwardein (Nagy Várad)
Garnison: Stab, I., III. Baon: Agram – II. Baon: Großwardein – IV. Baon: Bileća
Kommandant: Oberst Franz Fedrigoni Edler von Etschtal
Stabsoffiziere:
Oberstleutnants: Georg Mihaijlević, Karl Zöch
Majore: Adalbert Scholtz, Josef Baumann, Romulus Moga, Alexander v. Balogh, Heinrich Cocron
Ungarische Uniform – Egalisierungsfarbe: scharlachrot – Knöpfe: gelb
- k.u.k. Infanterieregiment „Alfons XIII. König von Spanien“ Nr. 38

Errichtet: 1814 – IV. Armeekorps – 32. Infanterietruppendivision
Ethnische Zusammensetzung: 97 % Magyaren – 3 % verschiedene
Regimentssprache: ungarisch
Ergänzungsbezirkskommando, Ersatzbataillonskader: Kecskemét
Garnison: Stab, I., II. Baon: Peterwardein – III. Baon: Bileća – IV. Baon: Kecskemét
Kommandant: Oberst Géza Lukachich von Somorja
Stabsoffiziere:
Oberst: Heinrich Albrecht
Oberstleutnants: Isodor Teuš, Richard Fleischmann
Majore: Erst Podjukl, Samuel Bien, Friedrich Ballabene
Ungarische Uniform – Egalisierungsfarbe: schwarz – Knöpfe: weiß
- k.u.k. Infanterieregiment „Freiherr von Conrad“ Nr. 39

Errichtet: 1756 – IV. Armeekorps – 49. Infanterietruppendivision
Ethnische Zusammensetzung: 92 % Magyaren – 8 % verschiedene
Regimentssprache: ungarisch
Ergänzungsbezirkskommando, Ersatzbataillonskader: Debrezin (Debreczen)
Garnison: Stab, I., III., IV. Baon: Wien (Stiftskaserne, Mariahilferstr. 22) – II. Baon: Debrezin
Kommandant: Oberst Alexander Edler von Vidulović
Stabsoffiziere:
Oberstleutnants: Erzherzog Carl Franz Joseph, Ladislaus Fekete de Nagy-Iván, Franz Kellner
Majore: Ernst Dominig, Paul Wenderinszky, Ladislaus Klein, Oskar Zeiss, Otto Redlich v. Redensbruck
Ungarische Uniform – Egalisierungsfarbe: scharlachrot – Knöpfe: weiß
- k.u.k. Infanterieregiment „Rítter von Pino“ Nr. 40

Errichtet: 1733 – X. Armeekorps – 2. Infanterietruppendivision
Ethnische Zusammensetzung: 97 % Polen – 3 % verschiedene
Regimentssprache: polnisch
Ergänzungsbezirkskommando, Ersatzbataillonskader: Rzeszów
Garnison: Stab, I., III. Baon: Rzeszow – II. Baon: Debica – IV. Baon: Nisko
Kommandant: Oberst Jakob Gasiecki
Stabsoffiziere:
Oberstleutnants: Franz Benedikt, Ferdinand v. Kostellezky
Majore: Ludwig Kiesler, Andres Diener, Josef Bubnik, Richard Ehlert, Oskar Höhnel
Deutsche Uniform – Egalisierungsfarbe: lichtblau – Knöpfe: gelb

### Nr. 41–50

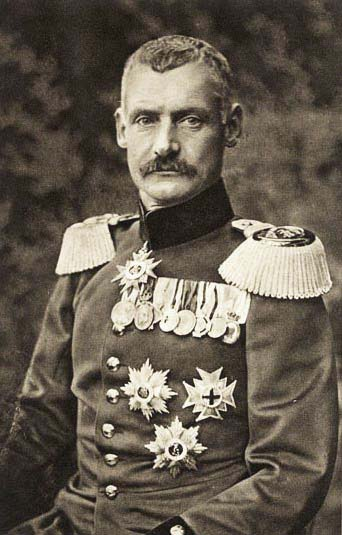
Rupprecht von Bayern

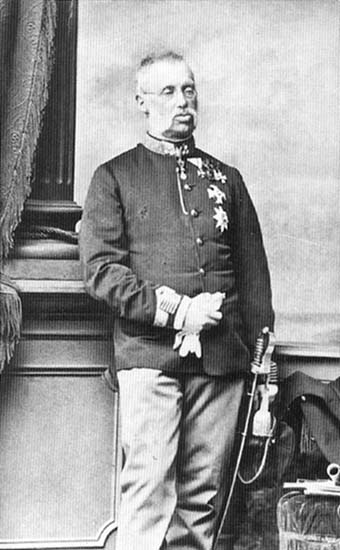
Erzherzog Albrecht K.H.
Immerwährender Oberstinhaber des Infanterieregiments Nr. 44

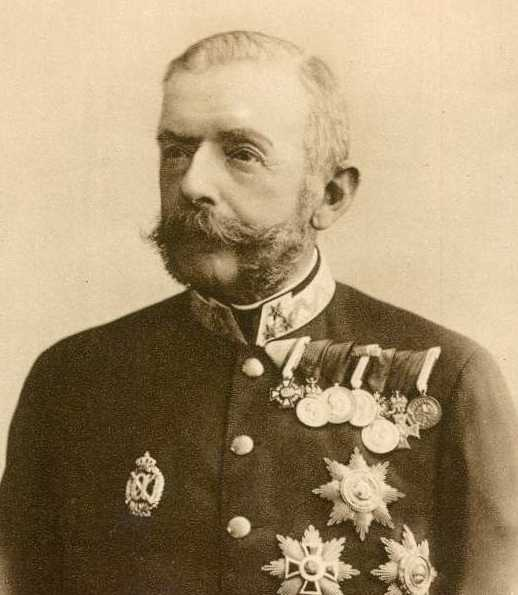
Oberstinhaber Inf.Rgt.Nr. 47
Friedrich von Beck-Rzikowsky

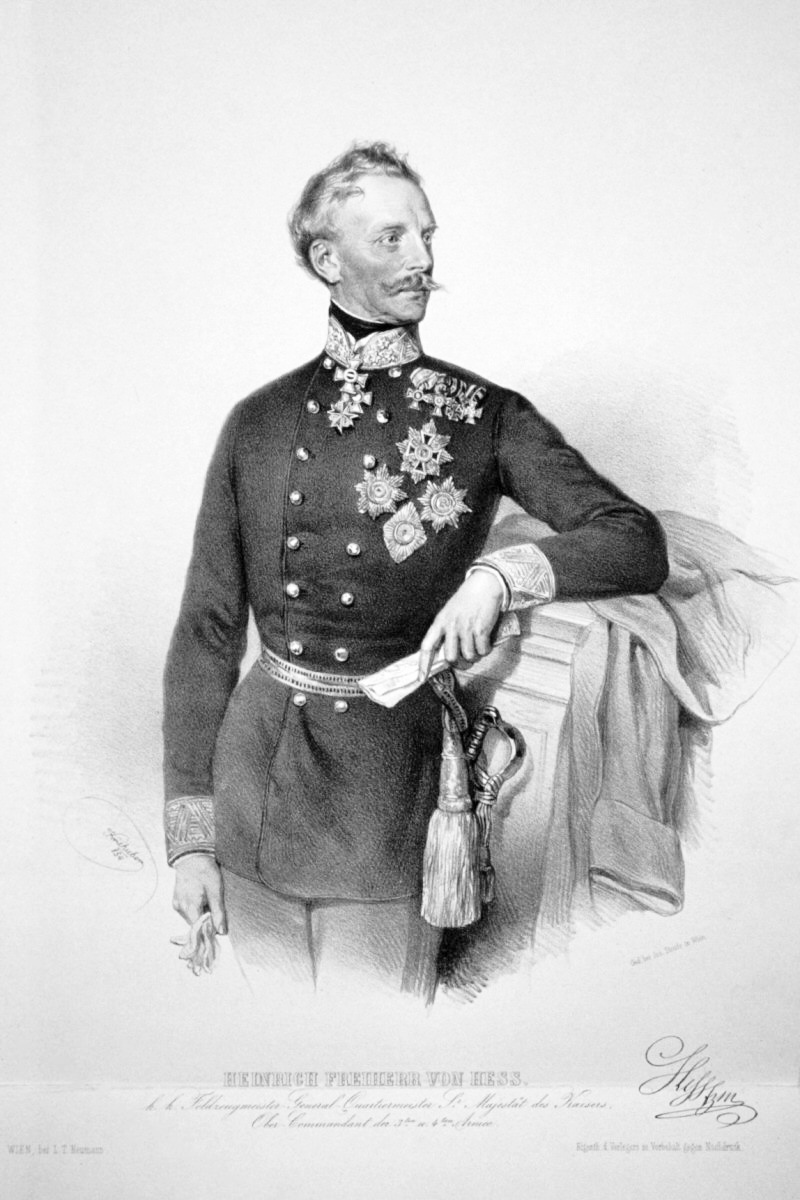
Immerwährender Oberstinhaber Inf.Rgt. Nr. 49
FZM Freiherr von Hess

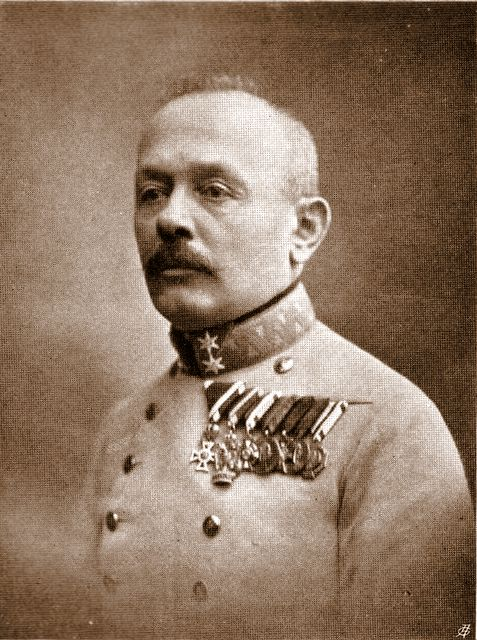
FM von Boroevic

- k.u.k. Infanterieregiment „Erzherzog Eugen“ Nr. 41

Errichtet: 1701 – XI. Armeekorps – 30. Infanterietruppendivision
Ethnische Zusammensetzung: 27 % Ruthenen – 54 % Rumänen – 15 % Polen – 4 % sonstige
Regimentssprache: polnisch, rumänisch
Ergänzungsbezirkskommando, Ersatzbataillonskader: Czernowitz
Garnison: Czernowitz
Kommandant: Oberst Eberhard Mayerhoffer von Vedropolje
Stabsoffiziere:
Oberstleutnants: Artur Neumann, Gustav Hartmann, Karl v. Rottenberger, Johann Maxymowicz
Majore: Richard Dworžak v. Kulmburg, Alexander Lapčevič, Johann Hellering
Deutsche Uniform – Egalisierungsfarbe: schwefelgelb – Knöpfe: weiß
- k.u.k. Infanterieregiment „Ernst August Herzog von Cumberland, Herzog zu Braunschweig und Lüneburg“ Nr. 42

Errichtet: 1685 – IX. Armeekorps – 29. Infanterietruppendivision
Ethnische Zusammensetzung: 86 % Deutsche – 14 % sonstige
Regimentssprache: deutsch
Ergänzungsbezirkskommando, Ersatzbataillonskader: Theresienstadt
Garnison: Stab, II., III. Baon: Theresienstadt – I. Baon: Kaaden – IV. Baon: Nevesinje
Kommandant: Oberst Carl Wöllner
Stabsoffiziere:
Oberstleutnants: Michael Rustler, Edmund Scholze, Maximilian Freiherr v. Rast, Maximilian Itz Edler v. Mildenstein
Majore: Karl v. Kurz zum Thurm, Heinrich Freiherr v. Rossbacher, Heinrich Freiherr v. Argmann, Ludwig Ritter v. Henning
Deutsche Uniform – Egalisierungsfarbe: orangegelb – Knöpfe: weiß
- k.u.k. Infanterieregiment „Rupprecht Kronprinz von Bayern“ Nr. 43

Errichtet: 1814 – VII. Armeekorps – 34. Infanterietruppendivision
Ethnische Zusammensetzung: 78 % Rumänen – 20 % Magyaren – 2 % sonstige
Regimentssprache: rumänisch, ungarisch
Ergänzungsbezirkskommando, Ersatzbataillonskader: Karánsebes
Kommandant: Oberst Ludwig Schlichting
Stabsoffiziere:
Oberstleutnants: Josef Neubauer, Friedrich Pollak, Gustav Siemens
Majore: Alois Händl, Anton Eckel, Franz Knecht, Karl Ujvárossy
Ungarische Uniform – Egalisierungsfarbe: kirschrot – Knöpfe: gelb
- k.u.k. Infanterieregiment „Erzherzog Albrecht“ Nr. 44

Errichtet: 1744 – IV. Armeekorps – 31. Infanterietruppendivision
Ethnische Zusammensetzung: 88 % Magyaren – 12 % sonstige
Regimentssprache: ungarisch
Ergänzungsbezirkskommando, Ersatzbataillonskader: Kaposvár
Garnison: Stab, I., II. Baon: Wien – III. Baon: Kaposvár – IV. Baon: Bileca
Kommandant: Oberst Carl Mihanovic von Frankenhardt
Stabsoffiziere:
Oberst: Karl Augustin
Oberstleutnants: Emil Sommer, Karl Erhart, Anton Köller, Julius Bauer, Anton Markoczy
Majore: Karl Buchböck, Alois Czulik, Leopold Schauer
Ungarische Uniform – Egalisierungsfarbe: krapprot – Knöpfe: gelb
- k.u.k. Infanterieregiment „Erzherzog Joseph Ferdinand“ Nr. 45

Errichtet: 1816 – X. Armeekorps – 24. Infanterietruppendivision
Ethnische Zusammensetzung: 46 % Polen – 47 % Ruthenen – 7 % sonstige
Regimentssprache: polnisch
Ergänzungsbezirkskommando, Ersatzbataillonskader: Sanok
Garnison: Stab, I., IV. Baon: Przemysl – II. Baon: Travnik – III.Baon: Sanok
Kommandant: Oberst Franz Ullsperger
Stabsoffiziere:
Oberst: Johann Schubert
Oberstleutnants: Ferdinand Neworal, Viktor Higersperger, Ludwig Klinger
Majore: Vinzenz Zipser, Emmerich Schatanek, Eustachius Zakrzewski
Deutsche Uniform – Egalisierungsfarbe: scharlachrot – Knöpfe: gelb
- k.u.k. Infanterieregiment Nr. 46

Errichtet: 1762 – VII. Armeekorps – 17. Infanterietruppendivision
Ethnische Zusammensetzung: 79 % Magyaren – 20 % Rumänen – 1 % sonstige
Regimentssprache: ungarisch, rumänisch
Ergänzungsbezirkskommando, Ersatzbataillonskader: Szeged
Garnison: Stab, I., II., IV. Baon: Szeged – III. Baon: Avtovac
Kommandant: Oberst Johann Freiherr v. Henneberg
Stabsoffiziere:
Oberstleutnants: Robert Kouff, Alois Schiffer, Alexander Szivy, Paul Ritter Rizetti v. Monte Trbuk
Majore: Franz Reif, Adalbert Fuchs, Gustav Fey, Stanislaus Radelić
Ungarische Uniform – Egalisierungsfarbe: papageigrün – Knöpfe: gelb
- k.u.k. Infanterieregiment „Graf von Beck-Rzikowsky“ Nr. 47

Errichtet: 1682 – III. Armeekorps – 28. Infanterietruppendivision
Ethnische Zusammensetzung: 77 % Deutsche – 23 % sonstige
Regimentssprache: deutsch
Ergänzungsbezirkskommando, Ersatzbataillonskader: Marburg
Garnison: Stab, II., IV. Baon: Görz – I. Baon: Quiska/Kojsko (Slowenien) – III. Baon: Marburg
Kommandant: Oberst Richard Meyer
Stabsoffiziere:
Oberstleutnants: Franz Hosner, Maximilian Traunsteiner, Friedrich Scotti
Majore: Gottfried Hofer, Karl Wiligut, Rudolf Passay, Eduard Neth, Friedrich Freiherr Teuchert-Kauffmann Edler v. Traunsteinburg, Josef Willkomm
Deutsche Uniform – Egalisierungsfarbe: stahlgrün – Knöpfe: weiß
- k.u.k. Infanterieregiment „Rohr“ Nr. 48

Errichtet: 1798 – V. Armeekorps – 14. Infanterietruppendivision
Ethnische Zusammensetzung: 82 % Magyaren – 18 % sonstige
Regimentssprache: ungarisch
Ergänzungsbezirkskommando, Ersatzbataillonskader: Nagykanizsa
Garnison: Stab, III., IV. Baon: Sopron – I. Baon: Sarajevo – II. Baon: Nagykanisza
Kommandant: Oberst Joseph Parcor v. Kǎrstenfels u. Hegyalja
Stabsoffiziere:
Oberstleutnants: Marzell Halper v. Szigeth, Cacil Grans, Franz Genzinger
Majore: Karl Feueregger-Franul Edler v. Weissenthurn, Richard Camerlander, Johann Freiherr v. Berghammer, Karl Truhelka
Ungarische Uniform – Egalisierungsfarbe: stahlgrün – Knöpfe: gelb
- k.u.k. Infanterieregiment „Freiherr von Hess“ Nr. 49

Errichtet: 1715 – II. Armeekorps – 4. Infanterietruppendivision
Ethnische Zusammensetzung: 98 % Deutsche – 2 % sonstige
Regimentssprache: deutsch
Ergänzungsbezirkskommando, Ersatzbataillonskader: Sankt Pölten
Garnison: Stab, I., II. Baon: Brünn – III. Baon: Sarajevo – IV. Baon: St. Pölten
Kommandant: Oberst Eduard Hentke
Stabsoffiziere:
Oberstleutnants: Adolf Köckh, Hermann Strohuber, Josef Štilka, Friedrich Altmann
Majore: Eduard Maier, Alfred Müller, Johann Freiherr v. Lempruch, Friedrich Markls
Deutsche Uniform – Egalisierungsfarbe: hechtgrau – Knöpfe: weiß
- k.u.k. Infanterieregiment „Friedrich Großherzog von Baden“ Nr. 50

Errichtet: 1762 – XII. Armeekorps – 35. Infanterietruppendivision
Ethnische Zusammensetzung: 22 % Magyaren – 71 % Rumänen – 7 % sonstige
Regimentssprache: ungarisch, rumänisch
Ergänzungsbezirkskommando, Ersatzbataillonskader: Gyulafehérvár
Garnison: Stab, I., II., III. Baon: Karlsburg – IV. Baon: Stolac
Kommandant: Oberst Karl Baitz von Szapár
Stabsoffiziere:
Oberstleutnants: Ludwig Giehne, Viktor v. Móga, Johann Kapp
Majore: Otto Kallab, Ludwig Richter, Béla Bachl
Ungarische Uniform – Egalisierungsfarbe: papageigrün – Knöpfe: weiß

### Nr. 51–60

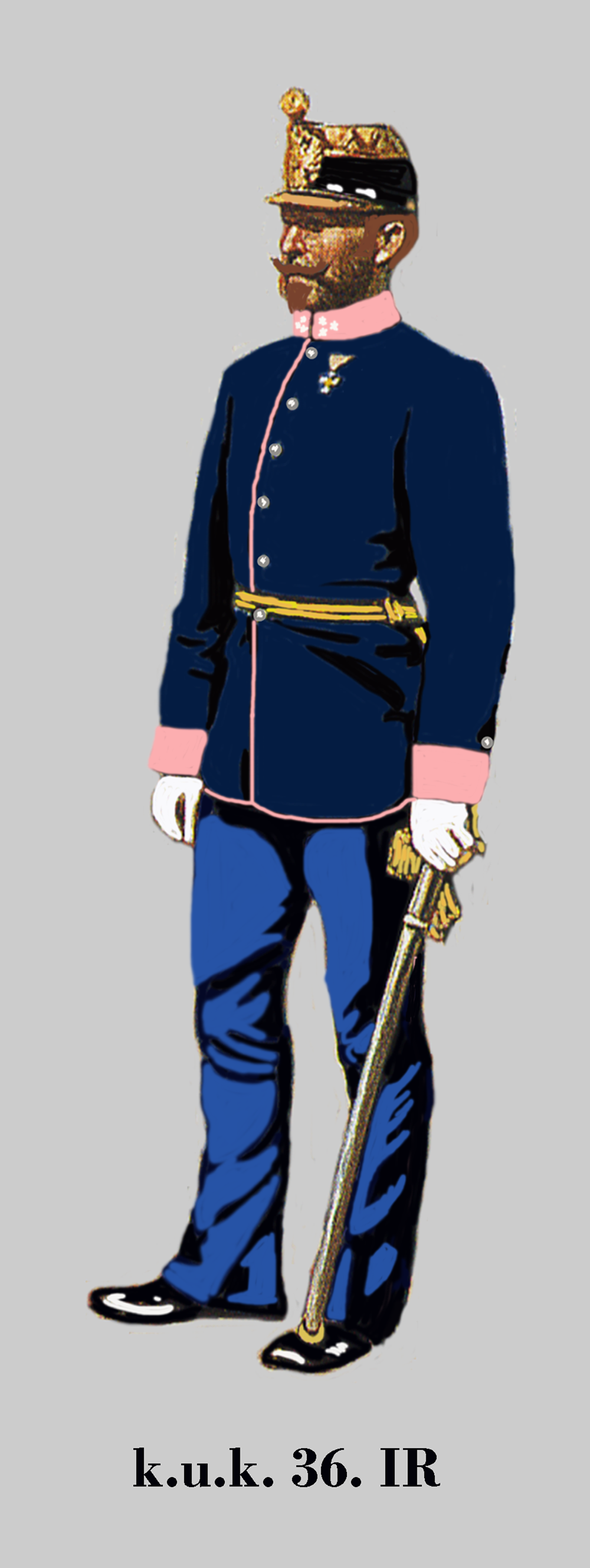
Hauptmann der k.u.k. Infanterie en Parade

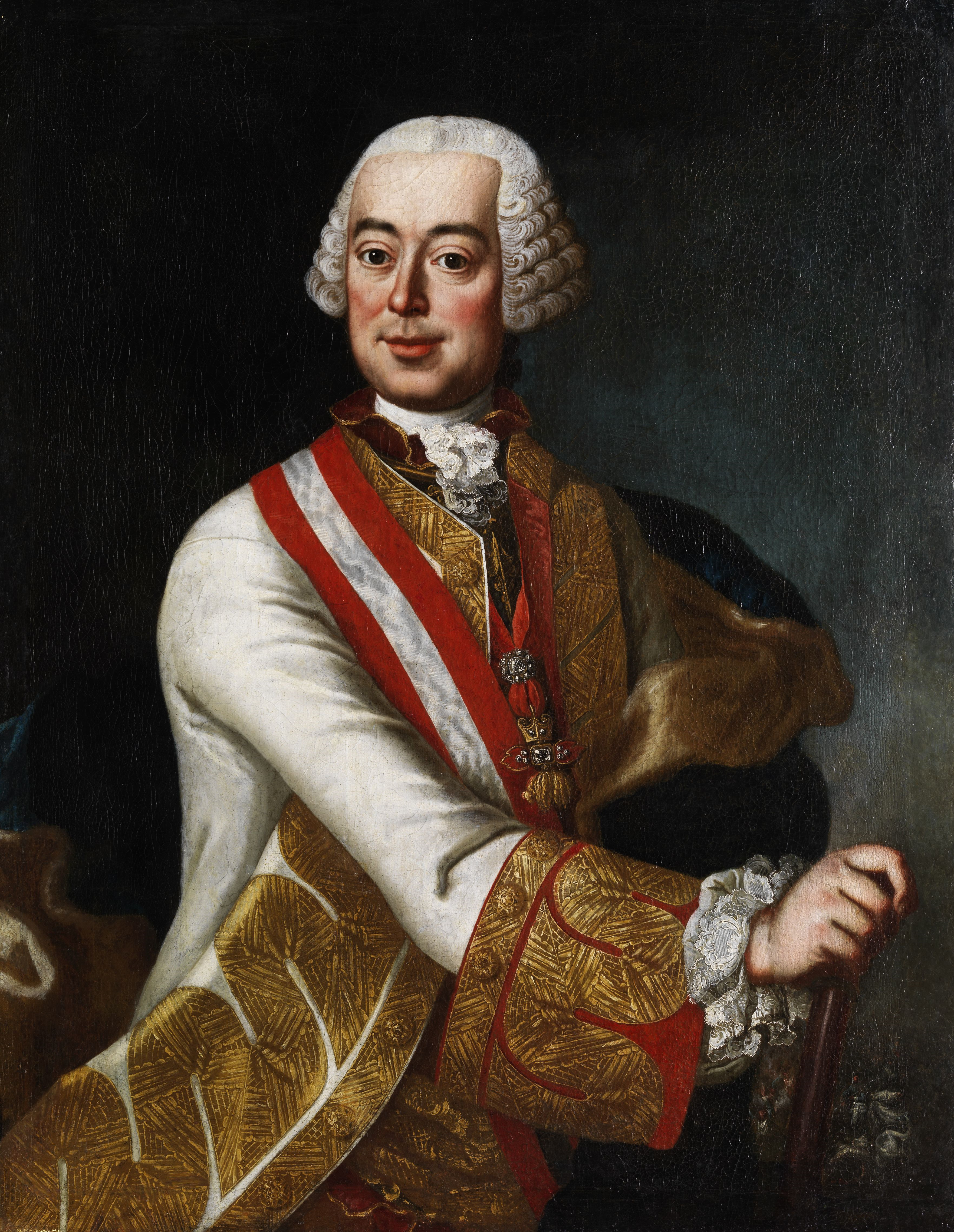
Immerwährender Oberstinhaber Inf.Rgt. Nr. 56
FM Graf Daun

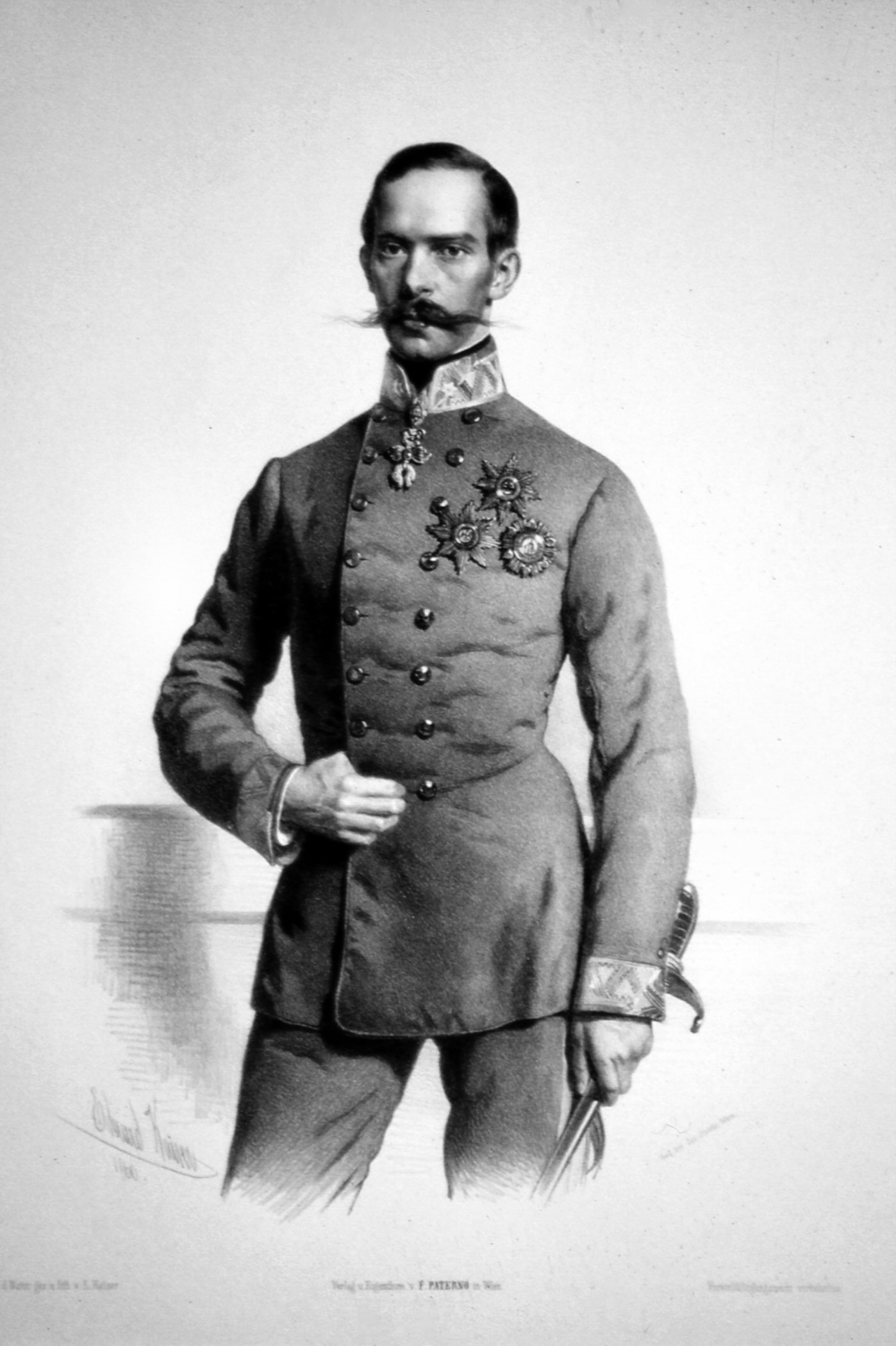
Immerwährender Oberstinhaber Inf.Rgt. Nr. 59
Gen.Erzherzog Rainer K.H.

- k.u.k. Infanterieregiment „von Boroevic“ Nr. 51

Errichtet: 1702 – XII. Armeekorps – 35. Infanterietruppendivision
Ethnische Zusammensetzung: 34 % Magyaren – 72 % Rumänen – 4 % sonstige
Regimentssprache: ungarisch, rumänisch
Ergänzungsbezirkskommando, Ersatzbataillonskader: Klausenburg
Garnison: Stab, II., III. Baon: Marosvásárhely – I. Baon: Domanovic  (Bosnien) – IV. Baon: Klausenburg
Kommandant: Oberst Ludwig Langendorf
Stabsoffiziere:
Oberstleutnant: Josef Mé4szarós
Majore: Kornelius Cosgaria, Karl Rükau, Hermann Germershausen, Wenzel Thurnherr, Hugo Steinsdorfer
Ungarische Uniform – Egalisierungsfarbe: aschgrau – Knöpfe: gelb
- k.u.k. Infanterieregiment „Erzherzog Friedrich“ Nr. 52

Errichtet: 1741 – IV. Armeekorps – 7. Infanterietruppendivision
Ethnische Zusammensetzung: 38 % Deutsche – 52 % Magyaren – 10 % sonstige
Regimentssprache: deutsch, ungarisch
Ergänzungsbezirkskommando, Ersatzbataillonskader: Fünfkirchen
Garnison: Stab; I., IV. Baon: Brod a. d. Save – II. Baon: Ragusa – III. Baon: Fünfkirchen
Kommandant: Oberst Lukas von Vuchetich
Stabsoffiziere:
Oberstleutnants: Hermann Winterfeld, Emanuel Zajičrk, Karl Freiherr v. Salis-Samaden
Majore: Maximilian Danzer, Emanuel Krausz, Jakob Markowić, Karl Drasenovich v. Posertve, Markus Dolić, Duschan Relković v. Davor
Ungarische Uniform – Egalisierungsfarbe: dunkelrot – Knöpfe: gelb
- k.u.k. Infanterieregiment „Dankl“ Nr. 53

Errichtet: 1741 – XIII: Armeekorps – 36. Infanterietruppendivision
Ethnische Zusammensetzung: 97 % Kroaten/Serben – 3 % sonstige
Regimentssprache: serbokroatisch
Ergänzungsbezirkskommando, Ersatzbataillonskader: Agram
Garnison: Stab, I., II., III. Baon: Agram – IV. Baon: Foča
Kommandant: Oberst Friedrich Schirmer
Stabsoffiziere:
Oberstleutnant: Karl Turčić
Majore: Stephan Debić, Karl Srnka, Viktor Werner v. Wehrold, Leopold Edeler v. Priebeling, August Kotik
Ungarische Uniform – Egalisierungsfarbe: dunkelrot – Knöpfe: weiß
- k.u.k. Infanterieregiment „Alt-Starhemberg“ Nr. 54

Errichtet: 1661 – I. Armeekorps – 5. Infanterietruppendivision
Ethnische Zusammensetzung: 30 % Deutsche – 64 % Tschechen – 6 % sonstige
Regimentssprache: deutsch, tschechisch
Ergänzungsbezirkskommando, Ersatzbataillonskader: Olmütz
Garnison: Stab, I., III., IV. Baon: Olmütz – II. Baon: Jägerndorf
Kommandant: Oberst Anton Rada
Stabsoffiziere:
Oberstleutnants: Karl Hummel, Karl Eckling, Georg Eckhart, Josef Petertil
Majore: Adolf Kappler, Julius Eckert, Eduard Liebsch
Deutsche Uniform – Egalisierungsfarbe: apfelgrün – Knöpfe: weiß
- k.u.k. Infanterieregiment „Nikolaus I. König von Montenegro“ Nr. 55[14]

Errichtet: 1799 – XI. Armeekorps – 11. Infanterietruppendivision
Ethnische Zusammensetzung: 26 % Polen – 59 % Ruthenen – 15 % sonstige
Regimentssprache: polnisch
Ergänzungsbezirkskommando, Ersatzbataillonskader: Brzezany
Garnison: Stab, II., IV. Baon: Lemberg – I. Baon: Brzezany – III.Baon: Mosty wielkie
Kommandant: Oberst Carl Steiger
Stabsoffiziere:
Oberstleutnant: Wilhelm Divok
Majore: Franz Preveaux, Karl Edler v. Warton, Moritz Samesch, Eugen Ritter v. Paumgartten, Anton Calta, Theodor Vajutović
Deutsche Uniform – Egalisierungsfarbe: rotbraun – Knöpfe: gelb
- k.u.k. Infanterieregiment „Graf Daun“ Nr. 56

Errichtet: 1684 – I. Armeekorps – 12. Infanterietruppendivision
Ethnische Zusammensetzung: 88 % Polen – 12 % sonstige
Regimentssprache: polnisch
Ergänzungsbezirkskommando, Ersatzbataillonskader: Wadowice
Garnison: Stab, I., II., IV. Baon: Krakau – III. Baon: Wadowice
Kommandant: Oberst Anton Madziara
Stabsoffiziere:
Oberstleutnants: Marzell Gosławski, Josef Kwiatkowski, Eduard Edler v. Januszewski
Majore: Wendelin Kowarzyk, Josef Misch, Wilhelm Schlögl, Johann Hübner, Wilhelm Wertich
Deutsche Uniform – Egalisierungsfarbe: stahlgrün – Knöpfe: gelb
- k.u.k. Infanterieregiment „Prinz Sachsen-Coburg-Saalfeld“ Nr. 57

Errichtet: 1689 – I. Armeekorps – 12. Infanterietruppendivision
Ethnische Zusammensetzung: 91 % Polen – 9 % sonstige
Regimentssprache: polnisch
Ergänzungsbezirkskommando, Ersatzbataillonskader: Tarnów
Garnison: Stab, III., IV. Baon: Tarnów – I. Baon: Bochnia – II. Baon: Zenica
Kommandant: Oberst Julius Bijak
Stabsoffiziere:
Oberstleutnants: Friedrich Kawinek Edler v. Sworcani, Ferdinand Küttner, Karl Hippel, Josef Neumann
Majore: Julius Winkler, Ladislaus Marek, Rudolf Scheithauer
Deutsche Uniform – Egalisierungsfarbe: blassrot – Knöpfe: gelb
- k.u.k. Infanterieregiment „Erzherzog Ludwig Salvator“ Nr. 58

Errichtet: 1763 – XI. Armeekorps – 30. Infanterietruppendivision
Ethnische Zusammensetzung: 80 % Ruthenen – 20 % andere
Regimentssprache: polnisch
Ergänzungsbezirkskommando, Ersatzbataillonskader: Stanislau
Garnison: Stab, I., III. Baon: Stanislau – II. Baon: Zaleszczyki – IV. Baon: Foča
Kommandant: Oberst Johann Konschegg
Stabsoffiziere:
Oberstleutnants: Karl Neustadtl, Albin Franz, Achilles v. Philipovich, Friedrich Hempel
Majore: Oskar Ritter v. Gunesch, Theodor Unar
Deutsche Uniform – Egalisierungsfarbe: schwarz – Knöpfe: weiß
- K.u.k. Infanterieregiment „Erzherzog Rainer“ Nr. 59

- k.u.k. Infanterieregiment „Ritter von Ziegler“ Nr. 60

Errichtet: 1798 – VI. Armeekorps – 15. Infanterietruppendivision
Ethnische Zusammensetzung: 98 % Magyaren – 2 % sonstige
Regimentssprache: ungarisch
Ergänzungsbezirkskommando, Ersatzbataillonskader: Erlau
Garnison: Stab, I., III., IV. Baon: Erlau – II. Baon: Zwornik
Kommandant: Oberst Heinrich Lederer
Stabsoffiziere:
Oberstleutnants: Siegmund v. Divécky, Karl Melot de Beauregard, Alexander Gylek
Majore: Arpád Zsenyey, Gustav Hellenbronth v. Tisza-Beö, Karl Skalak, Kamillo Stiotta
Ungarische Uniform – Egalisierungsfarbe: stahlgrün – Knöpfe: weiß

### Nr. 61–70
- k.u.k. Infanterieregiment „Ritter von Frank“ Nr. 61

Errichtet: 1798 – VII. Armeekorps – 34. Infanterietruppendivision
Ethnische Zusammensetzung: 37 % Deutsche – 38 % Rumänen – 20 % Magyaren – 5 % sonstige
Regimentssprache: ungarisch, rumänisch, deutsch
Ergänzungsbezirkskommando, Ersatzbataillonskader: Temesvár
Garnison: Stab, III., IV. Baon: Temesvár – I. Baon: Crkvice – II. Baon: Debrezin
Kommandant: Oberst Franz Ritter Weiss v. Mainprugg
Stabsoffiziere:
Oberste: Edmund Wolf, Wendelin Colerus v. Geldern
Oberstleutnants: Karl Wanĕk, Hermann v. Schramm
Majore: August Greaser, Wilhelm Bátorffy
Ungarische Uniform – Egalisierungsfarbe: grasgrün – Knöpfe: gelb
- k.u.k. Infanterieregiment „Ludwig III. König von Bayern“ Nr. 62

Errichtet: 1798 – XII. Armeekorps – 35. Infanterietruppendivision
Ethnische Zusammensetzung: 49 % Magyaren – 46 % Rumänen – 5 % sonstige
Regimentssprache: ungarisch, rumänisch
Ergänzungsbezirkskommando, Ersatzbataillonskader: Marosvásárhely
Garnison: Stab, II., III. Baon: Klausenburg – I. Baon: Vlasenica – IV. Baon: Marosvásárhely
Kommandant: Oberst Joseph Engerlein
Stabsoffiziere:
Oberst: Richard Werle
Oberstleutnants: Josef Guha, Eduard Taborsky v. Hirschfeld
Majore: Franz Scheidbach, Eugen Baatz, Karls Glasner, August Acker
Ungarische Uniform – Egalisierungsfarbe: grasgrün – Knöpfe: weiß
- k.u.k. Infanterieregiment „Freiherr von Pitreich“ Nr. 63

Errichtet: 1860 – XII. Armeekorps – 35. Infanterietruppendivision
Ethnische Zusammensetzung: 73 % Rumänen – 27 % sonstige
Regimentssprache: rumänisch
Ergänzungsbezirkskommando, Ersatzbataillonskader: Bistritz
Garnison: Stab, II., III., IV. Baon: Bistritz – I. Baon: Mostar
Kommandant: Oberst Johann Hefner
Stabsoffiziere:
Oberstleutnants: Ferdinand Hofbauer, Gustav Bresztovszky
Majore: Heinrich Netsch, Thomas Filipesko, Wilhelm Wachsmann, Karl Fuglewicz
Ungarische Uniform – Egalisierungsfarbe: orangegelb – Knöpfe: weiß
- k.u.k. Infanterieregiment „Ritter von Auffenberg“ Nr. 64

Errichtet: 1860 – XII. Armeekorps – 16. Infanterietruppendivision
Ethnische Zusammensetzung: 86 % Rumänen – 14 % sonstige
Regimentssprache: rumänisch
Ergänzungsbezirkskommando, Ersatzbataillonskader: Broos
Garnison: Stab, I., II. Baon: Broos – III. Baon: Trebinje – IV. Baon: Abrudbánya
Kommandant: Oberst Johann Živanović
Stabsoffiziere:
Oberstleutnants: Wilhelm Koschak, Friedrich Mankesch, Franz Noderer
Majore: Wilhelm Punzengruber, Alexander Bob, Karl Nobile Divizioli, Karl Přibik
Ungarische Uniform – Egalisierungsfarbe: orangegelb – Knöpfe: gelb
- k.u.k. Infanterieregiment „Erzherzog Ludwig Viktor“ Nr. 65

Errichtet: 1860 – VI. Armeekorps – 15. Infanterietruppendivision
Ethnische Zusammensetzung: 83 % Magyaren – 17 % sonstige
Regimentssprache: ungarisch,
Ergänzungsbezirkskommando, Ersatzbataillonskader: Munkács
Garnison: Stab, I., III. Baon: Miskolc – II. Baon: Munkács – IV. Baon: Beszterczebánya
Kommandant: Oberst Stephan Stanoilović v. Stanogora
Stabsoffiziere:
Oberstleutnants: August Kischhofer Edler v. Botzenhardt
Majore: Ludwig Breuer, Rudolf Schaudy, Rudolf Dobisz, Adalbert Kräutner, Johann Henzel, Rudolf Schembra, Eugen Ritter Pagliarucci v. Kieselstein
Ungarische Uniform – Egalisierungsfarbe: blassrot – Knöpfe: gelb
- k.u.k. Infanterieregiment „Erzherzog Peter Ferdinand“ Nr. 66

Errichtet: 1860 – VI. Armeekorps – 15. Infanterietruppendivision
Ethnische Zusammensetzung: 25 %Magyaren – 46 % Slowaken – 22 % Ruthenen – 7 % sonstige
Regimentssprache: ungarisch, slowakisch, polnisch
Ergänzungsbezirkskommando, Ersatzbataillonskader: Ungvár
Garnison: Stab, III., IV. Baon: Ungvár – I. Baon: Kaschau – II. Baon: Goražde
Kommandant: Oberst Virgil Geöcz
Stabsoffiziere:
Oberstleutnants: Rudolf Edler v. Sparber, August Schmidt
Majore: Anton Tomić, Maximilian Maschke, Adolf Wolf, Josef Beneš, Karl Sofka
Ungarische Uniform – Egalisierungsfarbe: blassrot – Knöpfe: weiß
- k.u.k. Infanterieregiment „Freiherr Kray“ Nr. 67

Errichtet: 1860 – VI. Armeekorps – 49. Infanterietruppendivision
Ethnische Zusammensetzung: 70 % Slowaken – 29 % Magyaren – 1 % sonstige
Regimentssprache: ungarisch, slowakisch
Ergänzungsbezirkskommando, Ersatzbataillonskader: Eperjes
Garnison: Stab, I., II., III. Baon: Wien – IV. Baon: Eperjes
Kommandant: Oberst August Kleinschrodt
Stabsoffiziere:
Oberstleutnants: August Schmidt, Theodor Doblitzky, Eduard Krautmann
Majore: Friedrich Khayill, Karl Stuchly, Franz Kardasch, Friedrich Hirschfeld
Ungarische Uniform – Egalisierungsfarbe: krebsrot – Knöpfe: weiß
- k.u.k. Infanterieregiment „Freiherr von Reicher“ Nr. 68

Errichtet: 1860 – IV. Armeekorps – 7. Infanterietruppendivision
Ethnische Zusammensetzung: 98 % Magyaren – 2 % sonstige
Regimentssprache: ungarisch,
Ergänzungsbezirkskommando, Ersatzbataillonskader: Szolnok
Garnison: Stab, II., III., IV. Baon: Semlin – I. Baon: Szolnok
Kommandant: Oberst Viktor Bakalarž
Stabsoffiziere:
Oberst: Julius Conrad Edler v. Heyendorf
Oberstleutnants: Siegfried Bischitzky, Rudolf Humenánszki, Otto Seoffó
Majore: Ludwig Gottlieb, Martin Pedretti, Franz v. Szepesházy
Ungarische Uniform – Egalisierungsfarbe: rotbraun – Knöpfe: gelb
- k.u.k. Infanterieregiment Nr. 69

Errichtet: 1860 – IV. Armeekorps – 31. Infanterietruppendivision
Ethnische Zusammensetzung: 92 % Magyaren – 8 % sonstige
Regimentssprache: ungarisch,
Ergänzungsbezirkskommando, Ersatzbataillonskader: Stuhlweißenburg
Garnison: Stab, I., II. Baon: Fünfkirchen – IV. Baon: Stuhlweißenburg – III. Baon: Castelnuovo
Kommandant: Oberst Ludwig Jankovich v. Jeszenicze
Stabsoffiziere:
Oberstleutnants: Rudolf Hausser v. Kapuvár, Stephan Keill, Arpád Zólyomi
Majore: Adam Reviezky v. Revisnye, Demeter Hackmann, Markus Mayr, Johann Kovács
Ungarische Uniform – Egalisierungsfarbe: hechtgrau – Knöpfe: weiß

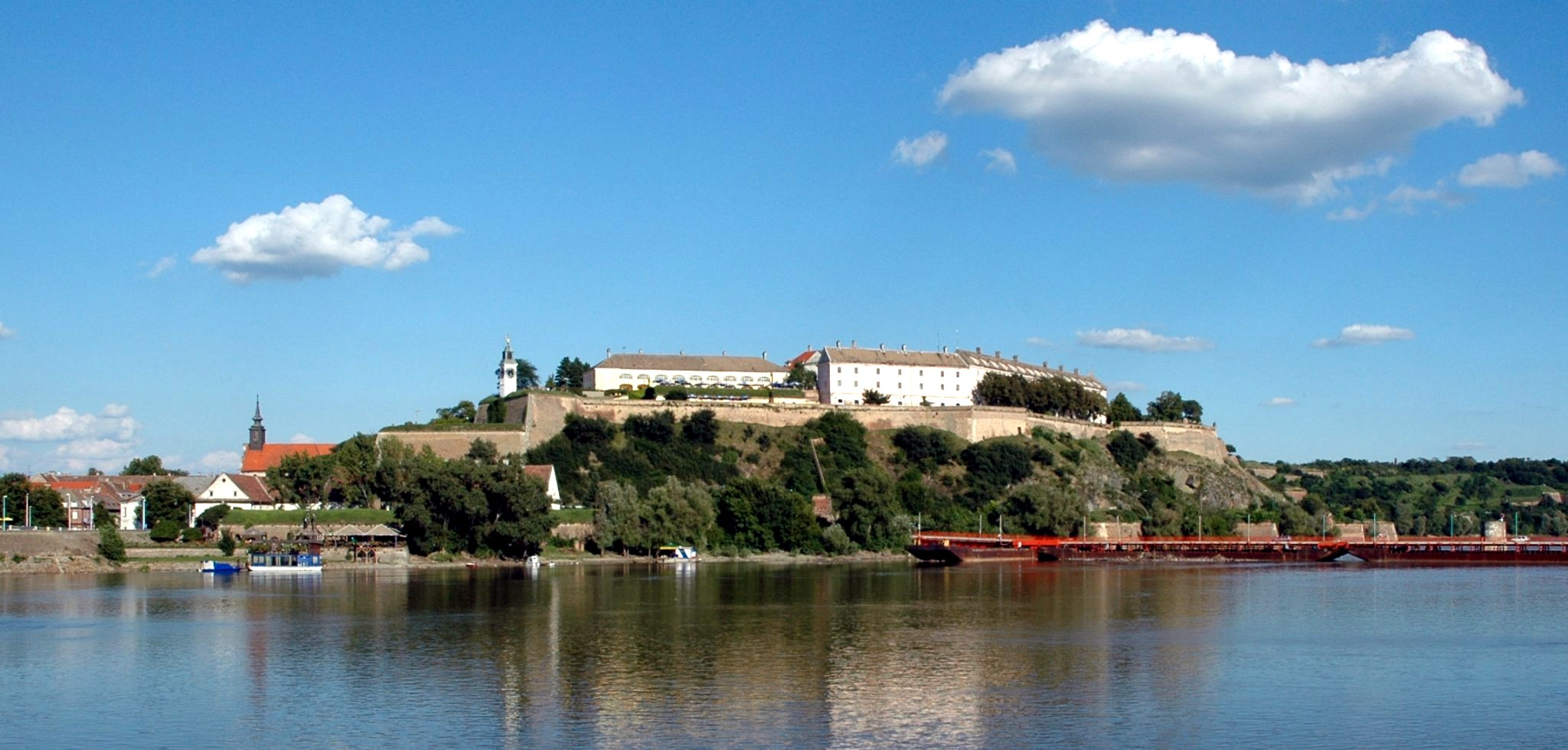
Festung Peterwardein

- k.u.k. „Petrovaradiner“ Infanterieregiment „Edler von Appel“ Nr. 70

Errichtet: 1860 – XIII. Armeekorps – 36. Infanterietruppendivision
Ethnische Zusammensetzung: 79 % Kroaten/Serben – 21 % sonstige
Regimentssprache: serbokroatisch
Ergänzungsbezirkskommando, Ersatzbataillonskader: Peterwardein
Garnison: Stab, I., IV. Baon: Budapest – II. Baon: Trebinje – III. Baon: Peterwardein
Kommandant: Oberst Eduard Maag
Stabsoffiziere:
Oberst: Johann Mouĕka
Oberstleutnants: Anton Holick, Stephan Palkovics, Karl Olivieri
Majore: Karl Sertić, Viktorin Zloch, Gustav Wolff, Josef Ambróz
Ungarische Uniform – Egalisierungsfarbe: meergrün – Knöpfe: gelb

### Nr. 71–80

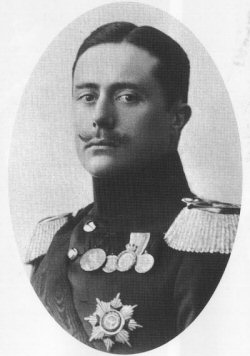
Oberstinhaber Inf.Rgt. Nr. 80
Großherzog Wilhelm – Ernst von Sachsen

- k.u.k. Infanterieregiment „Galgótzy“ Nr. 71

Errichtet: 1860 – V. Armeekorps – 14. Infanterietruppendivision
Ethnische Zusammensetzung: 85 % Slowaken – 15 % sonstige
Regimentssprache: slowakisch
Ergänzungsbezirkskommando, Ersatzbataillonskader: Trencsén
Garnison: Stab, II., III. Baon: Trencsén – I. Baon: Nagyszombat – IV. Baon: Pozsony
Kommandant: Oberst Friedrich Edler von Tilzer
Stabsoffiziere:
Oberstleutnants: Alexander Kolesar, Sigmund Prey, Ludwig Honsik
Majore: Wilhelm Ramann, Desiderius Nagy von Sárfalva, Anton Urban, Raimund Ziganek
Ungarische Uniform – Egalisierungsfarbe: krebsrot – Knöpfe: gelb
- k.u.k. Infanterieregiment „Freiherr von David“ Nr. 72

Errichtet: 1860 – V. Armeekorps – 14. Infanterietruppendivision
Ethnische Zusammensetzung: 20 % Deutsche – 28 % Magyaren – 51 % Slowaken – 1 % sonstige
Regimentssprache: deutsch, ungarisch, slowakisch
Ergänzungsbezirkskommando, Ersatzbataillonskader: Pozsony/Pressburg
Garnison: Stab, I., III., IV. Baon: Pozsony – II. Baon: Teodo
Kommandant: Oberst Ernst Wossala
Stabsoffiziere:
Oberstleutnants: Karl Rewald, Wladimir Reutter, Ludwig Makowiezka
Majore: Emil Krammer, Adalbert Gálffy von Sikabony, Kasimir Piotrowsky, Adalbert Ungard Edler von Öthalom, Viktor Edler von Nitsche
Ungarische Uniform – Egalisierungsfarbe: lichtblau – Knöpfe: gelb
- K.u.k. Infanterieregiment „Albrecht von Württemberg“ Nr. 73

- k.u.k. Infanterieregiment „Freiherr von Schönaich“ Nr. 74

Errichtet: 1860 – IX. Armeekorps – 29. Infanterietruppendivision
Ethnische Zusammensetzung: 36 % Deutsche – 63 % Tschechen – 1 % sonstige
Regimentssprache: deutsch, tschechisch
Ergänzungsbezirkskommando, Ersatzbataillonskader: Jičín
Garnison: Stab, I., II. Baon: Reichenberg – III. Baon: Sarajevo – IV. Baon: Jičín
Kommandant: Oberst Franz Brandstetter
Stabsoffiziere:
Oberstleutnants: Karl Glöckner, Josef Lutschounig, Franz Törk
Majore: Jaroslav Wlasák, Ernst Frühauf, Anatol Méttelét, Julius Hayek
Deutsche Uniform – Egalisierungsfarbe: krapprot – Knöpfe: weiß
- k.u.k. Infanterieregiment Nr. 75 (Vakant)

Errichtet: 1860 – VIII. Armeekorps – 3. Infanterietruppendivision
Ethnische Zusammensetzung: 20 % Deutsche – 79 % Tschechen – 1 % sonstige
Regimentssprache: deutsch, tschechisch
Ergänzungsbezirkskommando, Ersatzbataillonskader: Neuhaus
Garnison: Stab, I., II., IV. Baon: Salzburg – III. Baon: Neuhaus
Kommandant: Oberst Franz Wiedstruck
Stabsoffiziere:
Oberstleutnants: Eduard Freiherr von Albori, Heinrich Klemm, Philipp Schimunek, Otto Scholz
Majore: Karl Bozdèch, Johann Swoboda, Josef Daubek
Deutsche Uniform – Egalisierungsfarbe: lichtblau – Knöpfe: weiß
- k.u.k. Infanterieregiment „Freiherr von Salis-Soglio“ Nr. 76

Errichtet: 1860 – IV. Armeekorps – 14. Infanterietruppendivision
Ethnische Zusammensetzung: 54 % Deutsche – 39 % Magyaren – 7 % sonstige
Regimentssprache: deutsch, ungarisch
Ergänzungsbezirkskommando, Ersatzbataillonskader: Ödenburg
Garnison: Stab, II., IV. Baon: Gran – I. Baon. Ödenburg – III. Baon: Trebinje
Kommandant: Oberst Johann Boeriu
Stabsoffiziere:
Oberstleutnant: Franz Ruttrich
Majore: Maximilian Naredi, Emanuel Ritter von Diemmer, Johann von Artner, Milivoj Ritter von Mihailić, Richard Freiherr Themer-Jablonski del Monte Berico, Josef Feigl
Ungarische Uniform – Egalisierungsfarbe: hechtgrau – Knöpfe: gelb
- k.u.k. Infanterieregiment „Philipp Herzog von Württemberg“ Nr. 77[15]

Errichtet: 1860 – XI. Armeekorps – 24. Infanterietruppendivision
Ethnische Zusammensetzung: 69 % Ruthenen – 30 % Kroaten/Serben – 1 % sonstige
Regimentssprache: polnisch, serbokroatisch
Ergänzungsbezirkskommando, Ersatzbataillonskader: Sambor
Garnison: Stab, II., III. Baon: Przemyśl – I. Baon: Sambor – IV. Baon Tuzla
Kommandant: Oberst Emil Meisel
Stabsoffiziere:
Oberstleutnants: Ladislaus Józefowicz, Johann Payr
Majore: Alfred Härtlein, Ludwig Tschauder, Eduard Barth, Alexander von Pazkiewicz, Heinrich Fally
Deutsche Uniform – Egalisierungsfarbe: kirschrot – Knöpfe: weiß
- k.u.k. Infanterieregiment „Gerba“ Nr. 78

Errichtet: 1860 – XIII. Armeekorps – 7. Infanterietruppendivision
Ethnische Zusammensetzung: 84 % Kroaten/Serben – 14 % sonstige
Regimentssprache: serbokroatisch
Ergänzungsbezirkskommando, Ersatzbataillonskader: Esseg
Garnison: Stab, II., III. Baon: Esseg – I. Baon: Brod a.d.S. – IV. Baon: Petrinja
Kommandant: Oberst Anton Pliveliĥ
Stabsoffiziere:
Oberste: Boleslav Wolf, Oskar Baukovac
Oberstleutnant: Fridolin Mildner
Majore: Rudolf Fröhlich, Franz Baumann, Emil Babiċ
Ungarische Uniform – Egalisierungsfarbe: rotbraun – Knöpfe: weiß
- k.u.k. „Ottocaner“ Infanterieregiment „Graf Jellacic“ Nr. 79

Errichtet: 1860 – XIII. Armeekorps – 36. Infanterietruppendivision
Ethnische Zusammensetzung: 96 % Kroaten/Serben – 4 % sonstige
Regimentssprache: serbokroatisch
Ergänzungsbezirkskommando, Ersatzbataillonskader: Otočac
Garnison: Stab, I., III., IV. Baon: Fiume – II. Baon: Otocac
Kommandant: Oberst Eugen Edler von Luxardo
Stabsoffiziere:
Oberst: Rudolf Löbl
Oberstleutnants: Franz Schöbl, Ottao Hauler
Majore: Karl Mirth, Jisef Velkaverh, Nikolaus Paunoviċ, Gustav Kuchta
Ungarische Uniform – Egalisierungsfarbe: apfelgrün – Knöpfe: weiß
- k.u.k. Infanterieregiment „Wilhelm Ernst Großherzog von Sachsen-Weimar-Eisenach, Herzog zu Sachsen“ Nr. 80

Errichtet: 1860 – XI. Armeekorps – 11. Infanterietruppendivision
Ethnische Zusammensetzung: 25 % Polen – 68 % Ruthenen – 7 % sonstige
Regimentssprache: polnisch
Ergänzungsbezirkskommando, Ersatzbataillonskader: Zloczów
Garnison: Stab, I., III. Baon: Lemberg – II. Baon: Zloczów – IV. Baon: Nevesinje
Kommandant: Oberst Joseph Krużlewski
Stabsoffiziere:
Oberstleutnants: Robert Eder, Johann Nechwatal, Josef Giller
Majore: Gregor Gossar, Edgar Migula, Zdenko Kirchner von Neukirchen
Deutsche Uniform – Egalisierungsfarbe: scharlachrot – Knöpfe: weiß

### Nr. 81–90

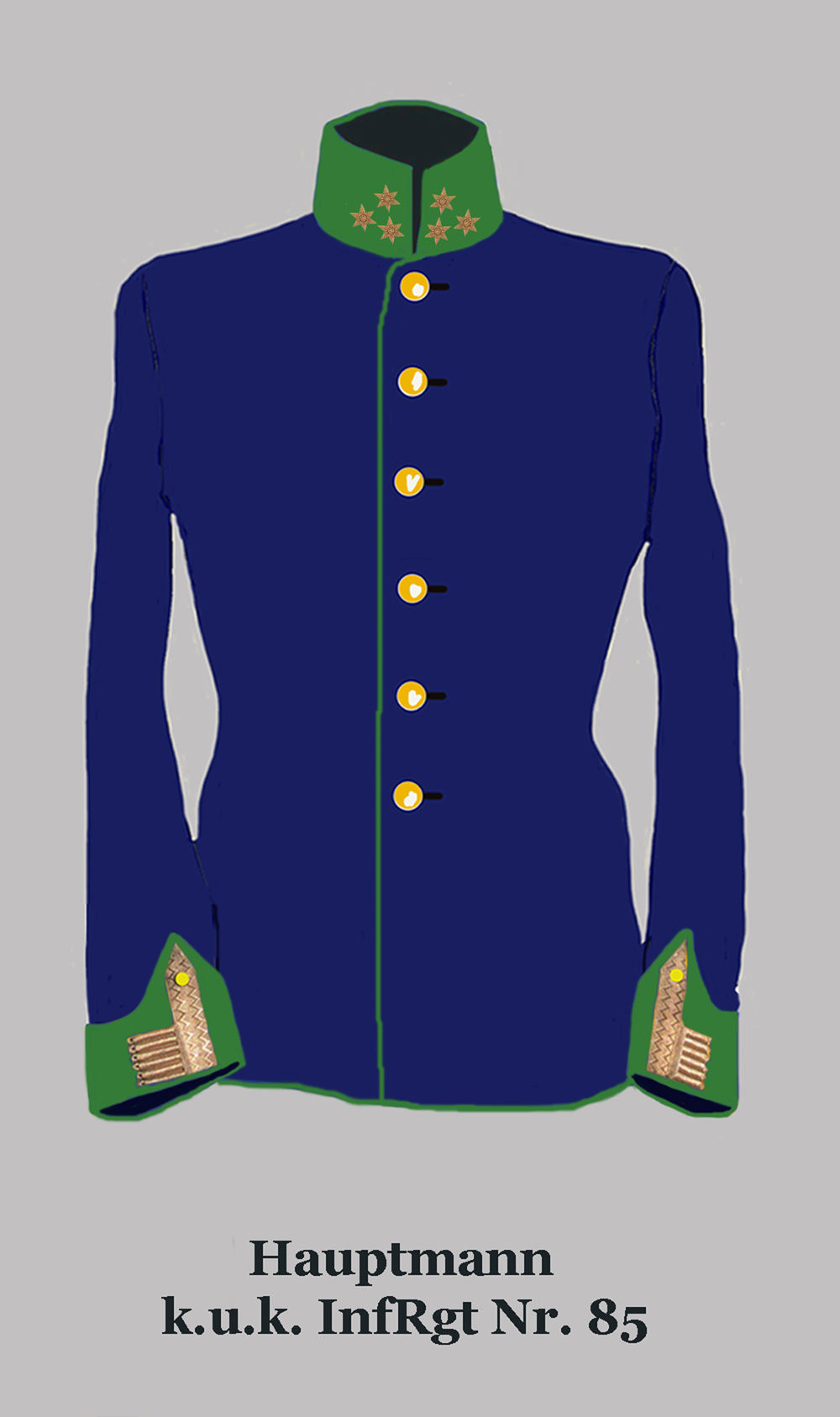
Hauptmann
ung. Infanterie Rgt. 85
(apfelgrüne Egalisierung)

- k.u.k. Infanterieregiment „Freiherr von Waldstätten“ Nr. 81

Errichtet 1883 – II. Armeekorps – 4. Infanterietruppendivision
Ethnische Zusammensetzung: 30 % Deutsche – 69 % Tschechen – 1 % sonstige
Regimentssprache: deutsch, tschechisch
Ergänzungsbezirkskommando, Ersatzbataillonskader: Iglau
Garnison: Stab, I., II., III. Baon: Iglau – IV. Baon: Bileca
Kommandant: Oberst Eugen Lüttner Edler von Krinnersdorf
Stabsoffiziere:
Oberstleutnants: Wilhelm Dworžak von Kulmburg, Josef Edler von Vest, Julius Sigl
Majore: Viktor Budiner, Friedrich Donsberger, Alois Tomanek Edler von Beyerfels, Rudolf Rischanek, Emil Hoch
Deutsche Uniform – Egalisierungsfarbe: karmesinrot – Knöpfe: weiß
- k.u.k. Infanterieregiment „Freiherr von Schwitzer“ Nr. 82

Errichtet: 1883 – XII. Armeekorps – 49. Infanterietruppendivision
Ethnische Zusammensetzung: 88 % Magyaren – 12 % sonstige
Regimentssprache: ungarisch
Ergänzungsbezirkskommando, Ersatzbataillonskader: Székelyudvarhely
Garnison: Stab, I., II., IV. Baon: Wien – III. Baon: Székelyudvarhely
Kommandant: Oberst Franz Szende von Fülekkelecsény
Stabsoffiziere:
Oberstleutnants: Karl Brunader, Ferdinand Colnago, Friedrich Graf von Beck-Rzikowsky
Majore: Josef Turba, Johann Popovicin, Gustav Meretta, Konstantin Edler von Kodolitsch, Aladár Ritter von Knebel von Treuenschwert, Rudolf Haas von Ehrenfeld
Ungarische Uniform – Egalisierungsfarbe: karmesinrot – Knöpfe: weiß
- K.u.k. Infanterieregiment „Freiherr von Schikofsky“ Nr. 83

Errichtet: 1883 – V. Armeekorps – 33. Infanterietruppendivision
Ethnische Zusammensetzung: 34 % Deutsche – 55 % Magyaren – 11 % sonstige
Regimentssprache: ungarisch, deutsch
Ergänzungsbezirkskommando, Ersatzbataillonskader: Steinamanger
Garnison: Stab, II., IV. Baon Komorn – I. Baon: Steinamanger – IV. Baon: Köszeg
Kommandant: Oberst Leopold Hofbauer
Stabsoffiziere:
Oberstleutnants: Stephan Mihailović, Alfred Heinlein, Rudolf Loew
Majore: Josef Knechtl, Heinrich Uffenheimer, Karl Hausmaninger, Hermann Kiswarday
Ungarische Uniform – Egalisierungsfarbe: dunkelbraun – Knöpfe: weiß
- k.u.k. Infanterieregiment „Freiherr von Bolfras“ Nr. 84

Errichtet: 1883 – II. Armeekorps – 25. Infanterietruppendivision
Ethnische Zusammensetzung: 97 % Deutsche 3 % sonstige
Regimentssprache: deutsch
Ergänzungsbezirkskommando, Ersatzbataillonskader: Wien
Garnison: Stab, II., III. Baon: Krems – I. Baon: Wien – IV. Baon: Sarajevo
Kommandant: Oberst Viktor Severus Edler von Laubenfeld
Stabsoffiziere:
Oberstleutnants: Emil Kreneis, Johann Conte Baldasserani, Alfred Edler von Langer
Majore: Alfred Ptak, Karl Lerch, Artur Kamler Edler von Saarberg, Karl Wolff, August Edler von Ceipek
Deutsche Uniform – Egalisierungsfarbe: karmesinrot – Knöpfe: gelb
- k.u.k. Infanterieregiment „von Gaudernak“ Nr. 85

Errichtet: 1883 – VI. Armeekorps – 27. Infanterietruppendivision
Ethnische Zusammensetzung: 28 % Magyaren – 33 % Ruthenen – 29 % Rumänen – 10 % sonstige
Regimentssprache: ungarisch, polnisch, rumänisch
Ergänzungsbezirkskommando, Ersatzbataillonskader: Máramarossziget
Garnison: Stab, I., IV. Baon: Löcse – II. Baon: Máramarossziget – III. Baon: Rogatica
Kommandant: Oberst Oskar Ritter Bolberitz von Bleybach
Stabsoffiziere:
Oberstleutnants: Heinrich Filas, Artur Nagy von Klausenthal, Martin Trsek, Konstantin Hadia
Majore: Robnert Ambrosiusm Anton Milnek, Josef Krannich
Ungarische Uniform – Egalisierungsfarbe: apfelgrün – Knöpfe: gelb
- k.u.k. Infanterieregiment „Freiherr von Steininger“ Nr. 86

Errichtet: 1883 – IV. Armeekorps – 32. Infanterietruppendivision
Ethnische Zusammensetzung: 76 % Magyaren – 20 % Kroaten/Serben – 4 % sonstige
Regimentssprache: ungarischen, serbokroatisch
Ergänzungsbezirkskommando, Ersatzbataillonskader: Szabadka
Garnison: Stab, I., IV. Baon: Szabadka – II. Baon: Budapest – III. Baon: Visegrád
Kommandant: Oberst Joseph Schaffer
Stabsoffiziere:
Oberstleutnants: Friedrich Babich von Lovinac, Franz Schiller, Anton Gaksch, Franz Wieninger, Rudolf Pfalz
Majore: Georg Simel, Ferdinand Rosssmanith
Ungarische Uniform – Egalisierungsfarbe: amarantrot – Knöpfe: gelb
- k.u.k. Infanterieregiment „Freiherr von Succovaty“ Nr. 87

Errichtet: 1883 – III. Armeekorps – 28. Infanterietruppendivision
Ethnische Zusammensetzung: 86 % Slowenen – 14 % sonstige
Regimentssprache: slowenisch
Ergänzungsbezirkskommando, Ersatzbataillonskader: Cilli
Garnison: Stab, II., III., IV. Baon: Pola – I. Baon: Cilli
Kommandant: Oberst Dionys Rabatsch
Stabsoffiziere:
Oberstleutnants: Julius Béran, Theodor Edler von Lerch, Heinrich Pischely, Alfred Mitlacher, Otmar Kaller
Majore: Johann Juras, Ottokar Weeger, Karl Watzek, Franz Peter, Jaroslav Leneček
Deutsche Uniform – Egalisierungsfarbe: meergrün – Knöpfe: weiß
- k.u.k. Infanterieregiment Nr. 88

Errichtet: 1883 – VIII. Armeekorps – 19. Infanterietruppendivision
Ethnische Zusammensetzung: 26 % Deutsche – 72 % Tschechen – 2 % sonstige
Regimentssprache: deutsch, tschechisch
Ergänzungsbezirk, Ersatzbataillonskader: Beraun
Garnison: Stab, II., III. Baon: Budweis – I. Baon: Neuhaus – IV. Baon: Beraun
Kommandant: Oberst Heinrich Bolzano Edler von Kronstätt
Stabsoffiziere:
Oberstleutnants: Felix Rosenauer, Heinrich Landa
Majore: Josef Fritschek, Karl Wagner, Josef Wächter, Eduard Prosl, Ludwig Natterer, Kamillo Polainer Edler von Kankerburg
Deutsche Uniform – Egalisierungsfarbe: bordeauxrot – Knöpfe: weiß
- k.u.k. Infanterieregiment „Freiherr von Albori“ Nr. 89

Errichtet: 1883 – X. Armeekorps – 2. Infanterietruppendivision
Ethnische Zusammensetzung: 29 % Polen – 60 % Ruthenen – 11 % sonstige
Regimentssprache: polnisch
Ergänzungsbezirkskommando, Ersatzbataillonskader: Gródek Jagielloński
Garnison: Stab, I., III. Baon: Jaroslau – II. Baon: Rawa-Ruska – IV. Baon: Gródek Jagielloński
Kommandant: Oberst Leopold Kann
Stabsoffiziere:
Oberstleutnants: Alfred Schüler, Christian Pinz
Majore: Rudolf Müller, Colestin Brückner, Hubert Zinner, Edmund Schaffer, Leo Kuchynka
Deutsche Uniform – Egalisierungsfarbe: bordeauxrot – Knöpfe: gelb
- k.u.k. Infanterieregiment „Edler von Horsetzky“ Nr. 90

Errichtet: 1883 – X. Armeekorps – 2. Infanterietruppendivision
Ethnische Zusammensetzung: 75 % Polen – 25 % sonstige
Regimentssprache: polnisch
Ergänzungsbezirkskommando, Ersatzbataillonskader: Jaroslau
Garnison: Stab, II., III. Baon: Jaroslau – I. Baon: Sarajevo – IV. Baon: Lubaczów
Kommandant: Oberst Konrad Prusenowsky
Stabsoffiziere:
Oberstleutnant: Adolf Eybner
Majore: Albert Horzinek, Julius Swoboda, Rudolf Ungersböck, Karl Lauschek, Julius Wehle, Theodor Raktél
Deutsche Uniform – Egalisierungsfarbe: amarantrot – Knöpfe: gelb

### Nr. 91–100

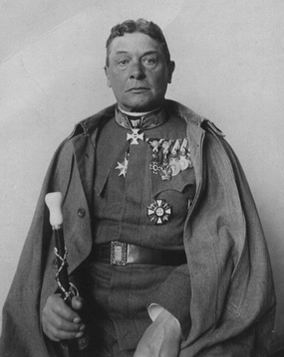
Oberstinhaber InfRgt 95
FM Kövess von Kövesshaza

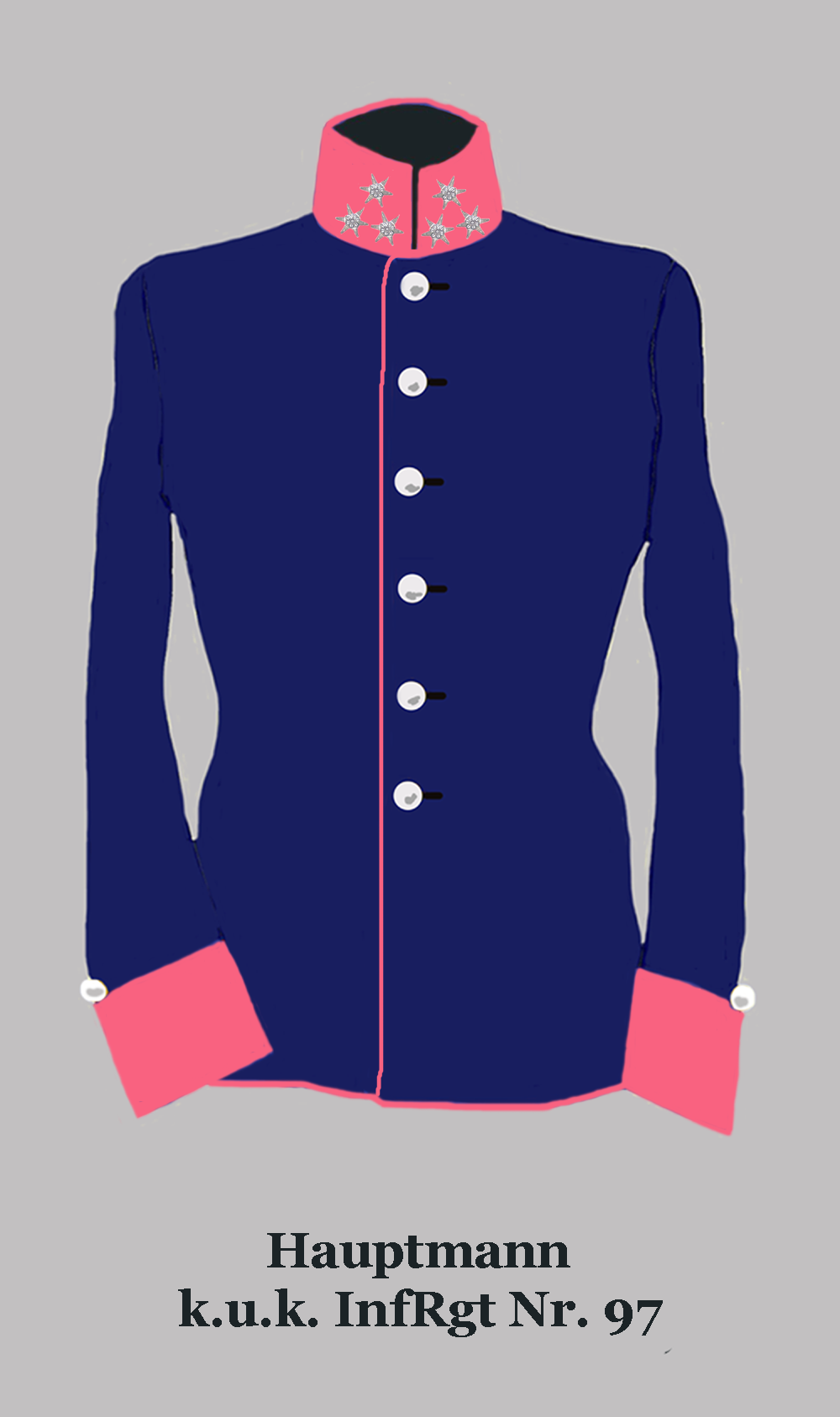
Hauptmann
deut. Infanterie Regt.97
(rosenrote Egalisierung)

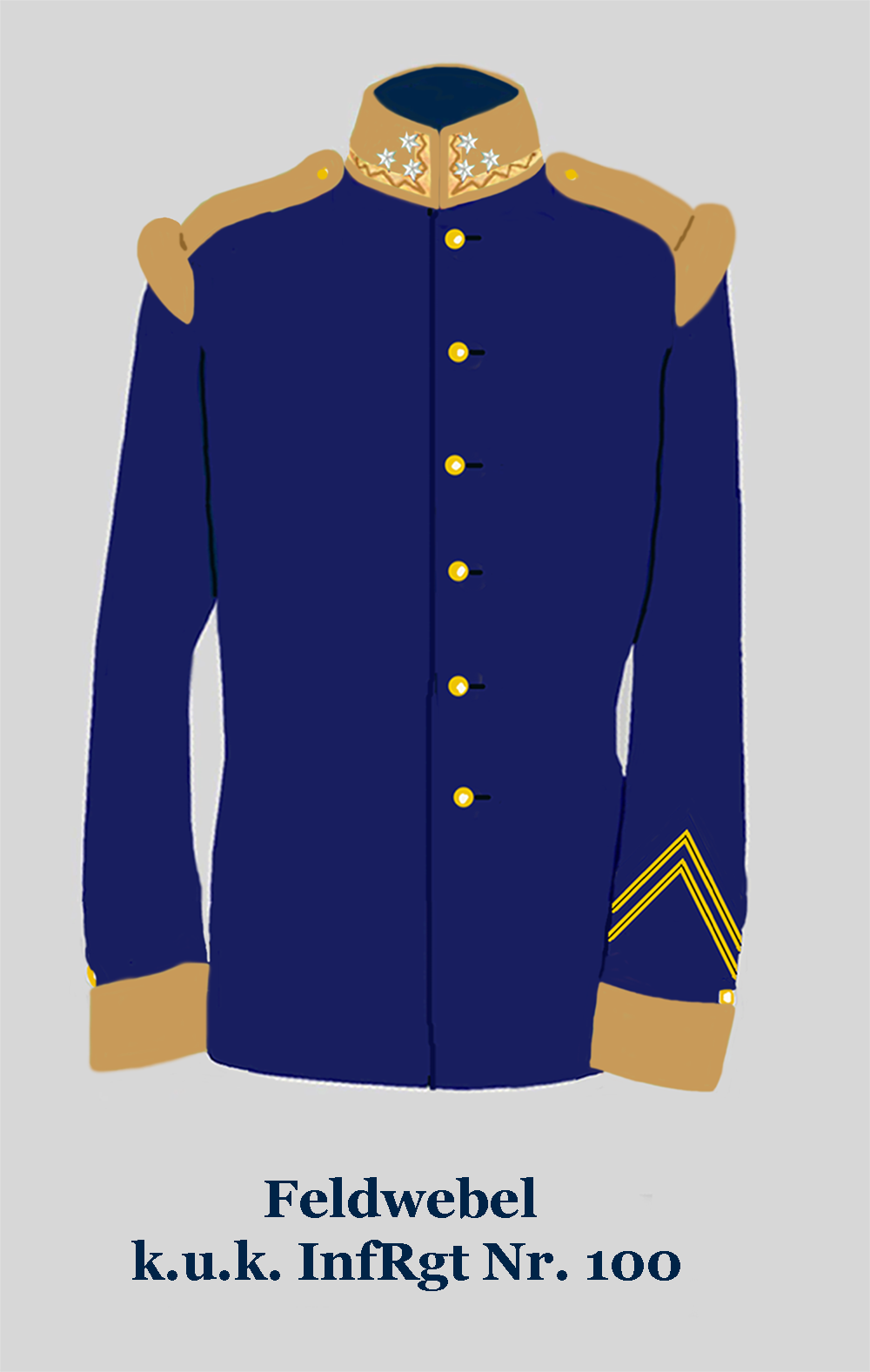
Feldwebel
deut. Infanterie Rgt 100
(lichtdrap Egalisierung)

- k.u.k. Infanterieregiment „Freiherr von Czibulka“ Nr. 91

Errichtet: 1883 – VIII. Armeekorps – 9. Infanterietruppendivision
Ethnische Zusammensetzung: 54 % Deutsche – 45 % Tschechen – 1 % sonstige
Regimentssprache: deutsch, tschechisch
Ergänzungsbezirkskommando, Ersatzbataillonskader: Budweis
Garnison: Stab, II., III. Baon: Prag – I. Baon: Teodo – IV. Baon: Budweis
Kommandant: Oberst Hermann Eccher ab Echo und Marienberg
Deutsche Uniform – Egalisierungsfarbe: papageigrün – Knöpfe: gelb
- K.u.k. Infanterieregiment „Edler von Hortstein“ Nr. 92

- k.u.k. Infanterieregiment Nr. 93

Errichtet: 1883 – I. Armeekorps – 5. Infanterietruppendivision
Ethnische Zusammensetzung: 60 % Deutsche – 35 % Tschechen – 5 % sonstige
Regimentssprache: deutsch, tschechisch
Ergänzungsbezirkskommando, Ersatzbataillonskader: Mährisch-Schönberg
Garnison: Stab, III., IV. Baon: Krakau – I. Baon: Bihać – II. Baon: Mährisch-Schönberg
Kommandant: Oberst Carl Haas
Deutsche Uniform – Egalisierungsfarbe: dunkelbraun – Knöpfe: gelb
- k.u.k. Infanterieregiment „Freiherr von Koller“ Nr. 94

Errichtet: 1883 – IX. Armeekorps – 29. Infanterietruppendivision
Ethnische Zusammensetzung: 76 % Deutsche – 22 % Tschechen – 2 % sonstige
Regimentssprache: deutsch, tschechisch
Ergänzungsbezirkskommando, Ersatzbataillonskader: Turnau
Garnison: Stab, III., IV. Baon: Reichenberg – I. Baon: Josephstadt – II. Baon: Turnau
Kommandant: Oberst Joseph Zenkl Edler von Bunaberg
Deutsche Uniform – Egalisierungsfarbe: weiß – Knöpfe: gelb
- k.u.k. Infanterieregiment „von Kövess“ Nr. 95

Errichtet: 1883 – XI. Armeekorps – 30. Infanterietruppendivision
Ethnische Zusammensetzung: 21 % Polen – 70 % Ruthenen – 9 % sonstige
Regimentssprache: polnisch
Ergänzungsbezirkskommando, Ersatzbataillonskader: Czortków
Garnison: Stab, I., IV. Baon: Lemberg – II. Baon: Foca – III. Baon: Czortków
Kommandant: Oberst Alois Bauer
Deutsche Uniform – Egalisierungsfarbe: amarantrot – Knöpfe: weiß
- k.u.k. Infanterieregiment „Kronprinz Ferdinand von Rumänien“ Nr. 96

Errichtet: 1883 – XIII. Armeekorps – 7. Infanterietruppendivision
Ethnische Zusammensetzung: 97 % Kroaten/Serben – 3 % sonstige
Regimentssprache: serbokroatisch
Ergänzungsbezirkskommando, Ersatzbataillonskader: Carlstadt
Garnison: Stab, I., III. Baon: Peterwardein – II. Baon: Nevesinje – IV. Baon: Carlstadt
Kommandant: Oberst Stephan Pilar
Ungarische Uniform – Egalisierungsfarbe: karmesinrot – Knöpfe: gelb
- k.u.k. Infanterieregiment „von Waldstätten“ Nr. 97

Errichtet: 1883 – XIII. Armeekorps – 36. Infanterietruppendivision
Ethnische Zusammensetzung: 45 % Slowenen – 27 % Kroaten/Serben – 20 % Italiener – 8 % sonstige
Regimentssprache: slowenisch, serbokroatisch, italienisch
Ergänzungsbezirkskommando, Ersatzbataillonskader: Triest
Garnison: Stab, I., II. Baon: Belovar – III. Baon: Triest – IV. Baon: Carlstadt
Kommandant: Oberst Carl Freiherr Knopp von Kirchwald
Deutsche Uniform – Egalisierungsfarbe: rosenrot – Knöpfe: weiß
- k.u.k. Infanterieregiment „von Rummer“ Nr. 98

- k.u.k. Infanterieregiment Nr. 99

Errichtet: 1883 – II. Armeekorps – 4. Infanterietruppendivision
Ethnische Zusammensetzung: 60 % Deutsche – 37 % Tschechen – 3 % sonstige
Regimentssprache: deutsch, tschechisch
Ergänzungsbezirkskommando, Ersatzbataillonskader: Znaim
Garnison: Stab, I., II., IV. Baon: Wien – III. Baon: Znaim
Kommandant: Oberst Felizian Krasel
Deutsche Uniform – Egalisierungsfarbe: schwefelgelb – Knöpfe: gelb
- k.u.k. Infanterieregiment „von Steinsberg“ Nr. 100

Errichtet: 1883 – I. Armeekorps – 12. Infanterietruppendivision
Ethnische Zusammensetzung: 27 % Deutsche – 33 % Tschechen – 37 % Polen – 3 % andere
Regimentssprache: deutsch, tschechisch, polnisch
Ergänzungsbezirkskommando, Ersatzbataillonskader: Teschen
Garnison: Stab, I., IV. Baon: Krakau – II. Baon: Banja Luka – III. Baon: Teschen
Kommandant: Oberst Heinrich Trichtel
Deutsche Uniform – Egalisierungsfarbe: lichtdrap – Knöpfe: gelb

### Nr. 101–102
- k.u.k. Ungarisches Infanterieregiment „Freiherr von Drathschmidt“ Nr. 101

Errichtet: 1883 – VII. Armeekorps – 17. Infanterietruppendivision
Ethnische Zusammensetzung: 84 % Magyaren – 16 % sonstige
Regimentssprache: ungarisch
Ergänzungsbezirkskommando, Ersatzbataillonskader: Békéscsaba
Garnison: Stab, I., IV. Baon: Nagyvárad – II. Baon: Trebinje – III. Baon: Békéscsaba
Kommandant: Oberst Konrad Graliert
Ungarische Uniform – Egalisierungsfarbe: schwefelgelb – Knöpfe: weiß
- k.u.k. Böhmisches Infanterieregiment „Potiorek“ Nr. 102

Errichtet: 1883 – VIII. Armeekorps – 9. Infanterietruppendivision
Ethnische Zusammensetzung: 91 % Tschechen – 9 % sonstige
Regimentssprache: tschechisch
Ergänzungsbezirkskommando, Ersatzbataillonskader: Beneschau
Garnison: Stab, III., IV. Baon: Prag – I. Baon: Mostar – II. Baon: Beneschau
Kommandant: Oberst Hugo Kornberger
Deutsche Uniform – Egalisierungsfarbe: meergrasgrün – Knöpfe: gelb

## Die k.u.k. Tiroler Jäger-Regimenter („Kaiserjäger“)

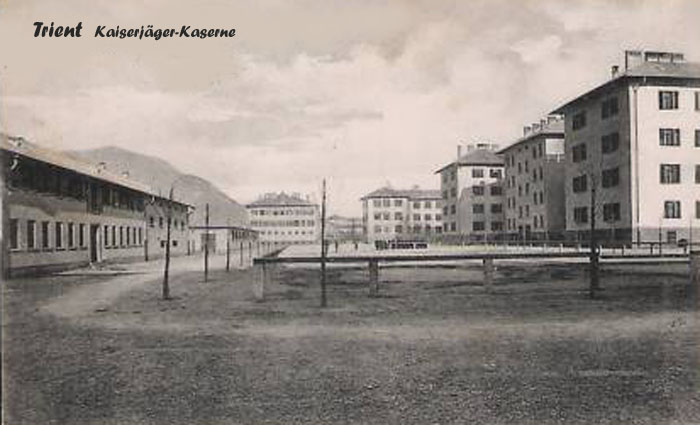
Kaiserjäger-Kaserne in Trient

Die Bezeichnung „Kaiserjäger“ war ein ehrenhalber verliehener Beiname und kein Bestandteil der Militärkanzleisprache. Die offizielle Bezeichnung lautete „K.u.K. (1.–4.) Tiroler Jägerregiment“. Allerdings hatte sich die Bezeichnung „Kaiserjäger“ umgangssprachlich immer mehr durchgesetzt, weswegen sie im allgemeinen Sprachgebrauch als alleingültig angesehen und verwendet wurde und wird.
- 1. k.u.k. Tiroler Jägerregiment (Kaiserjäger)

Errichtet: 1895 – XIV. Armeekorps – 8. Infanterietruppendivision – 121. Infanteriebrigade
Ethnische Zusammensetzung: 58 % Deutsche – 38 % Italiener – 4 % sonstige
Regimentssprache: deutsch, italienisch
Ergänzungsbezirkskommando, Ersatzbataillonskader: Innsbruck
Ergänzungsbezirk: Innsbruck, Brixen, Trient
Garnison: Stab, I., II., IV. Baon: Trient – III. Baon: Innsbruck
Kommandant: Oberst Karl Hollan
Stabsoffiziere: Otl. Paul Gschliesser, Major August Preindlsberger, Major Guido Blaas, Major Emanuel Leuprecht, Major Maximilian Ritter Barth von Barthenau, Major Friedrich Fössl
- 2. k.u.k. Tiroler Jägerregiment (Kaiserjäger)

Errichtet: 1895 – XIV. Armeekorps – 8. Infanterietruppendivision – 15. Infanteriebrigade
Ethnische Zusammensetzung: 55 % Deutsche – 41 % Italiener – 4 % sonstige
Regimentssprache: deutsch, italienisch
Ergänzungsbezirkskommando, Ersatzbataillonskader: Brixen
Ergänzungsbezirk: Innsbruck, Brixen, Trient
Garnison: Stab, I., II. Baon: Bozen – III. Baon: Meran – IV. Baon: Brixen
Kommandant: Oberst Alexander Brosch Edler von Aarenau
Stabsoffiziere: Otl. Friedrich Kreschl Edler von Wittigheim, Otl. Viktor Freiherr von Schleinitz, Otl. Gebhard Scherrer, Otl. Theodor Ritter von Zeyneck, Major Ernst Devarda, Major Johann Ritter von Bézard, Major Friedrich Graf Meraviglia-Crivelli
- 3. k.u.k. Tiroler Jägerregiment (Kaiserjäger)

Errichtet: 1895 – XIV. Armeekorps – 8. Infanterietruppendivision – 96. Infanteriebrigade
Ethnische Zusammensetzung: 59 % Deutsche – 38 % Italiener – 3 % sonstige
Regimentssprache: deutsch, italienisch
Ergänzungsbezirkskommando, Ersatzbataillonskader: Trient
Ergänzungsbezirk: Bozen, Brixen, Trient
Garnison: Stab, II., III., IV. Baon: Rovereto – I. Baon: Trient – eine Kompanie in Ala
Kommandant: Oberst Heinrich Vonbank
Stabsoffiziere: Otl. Johann Lercher, Otl. Josef Poletilović, Major Ignaz Fürmkranz, Major August Planiseig, Major Franz Bauer, Major Karl Köbe
- 4. k.u.k. Tiroler Jägerregiment (Kaiserjäger)

Errichtet: 1895 – XIV. Armeekorps – 8. Infanterietruppendivision – 94. Infanteriebrigade
Ethnische Zusammensetzung: 59 % Deutsche – 38 % Italiener – 3 % sonstige
Regimentssprache: deutsch, italienisch
Ergänzungsbezirkskommando: Trient
Ersatzbataillonskader: Hall in Tirol
Ergänzungsbezirk: Cavalese, Bozen, Trient
Garnison: Stab, II., III., IV. Riva – I. Baon Hall in Tirol:
Kommandant: Oberst Gustav Rubritius
Stabsoffiziere: Otl. Rudolf Ritter von Kriegshaber, Otl. August Fischer vom See, Major Karl Kreiner, Major Varius Graf Lavaulx Freiherr von Vrécourt

## Diek.u.k. Feldjäger(29 Bataillone)

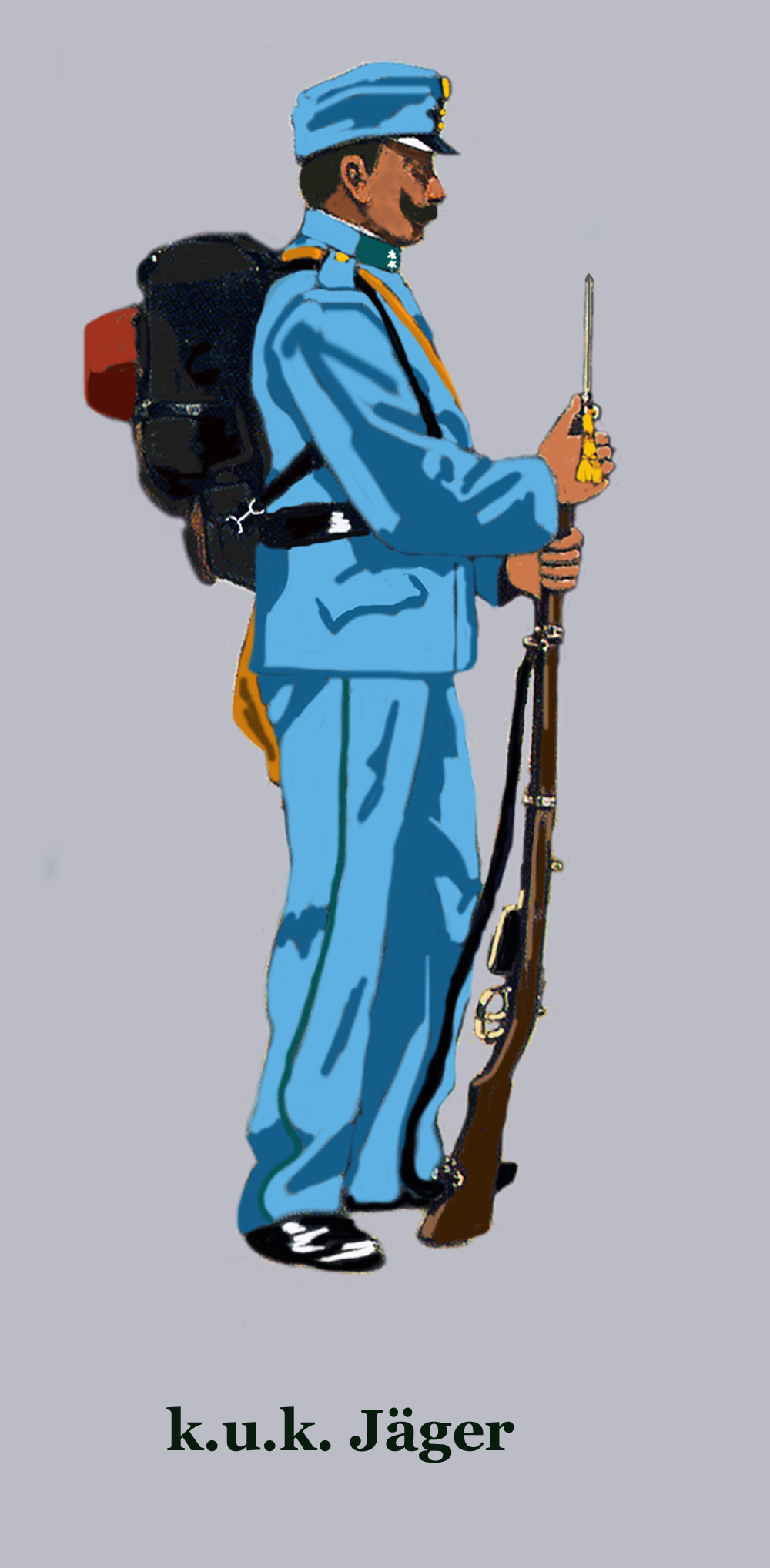
Jäger in Marschadjustierung

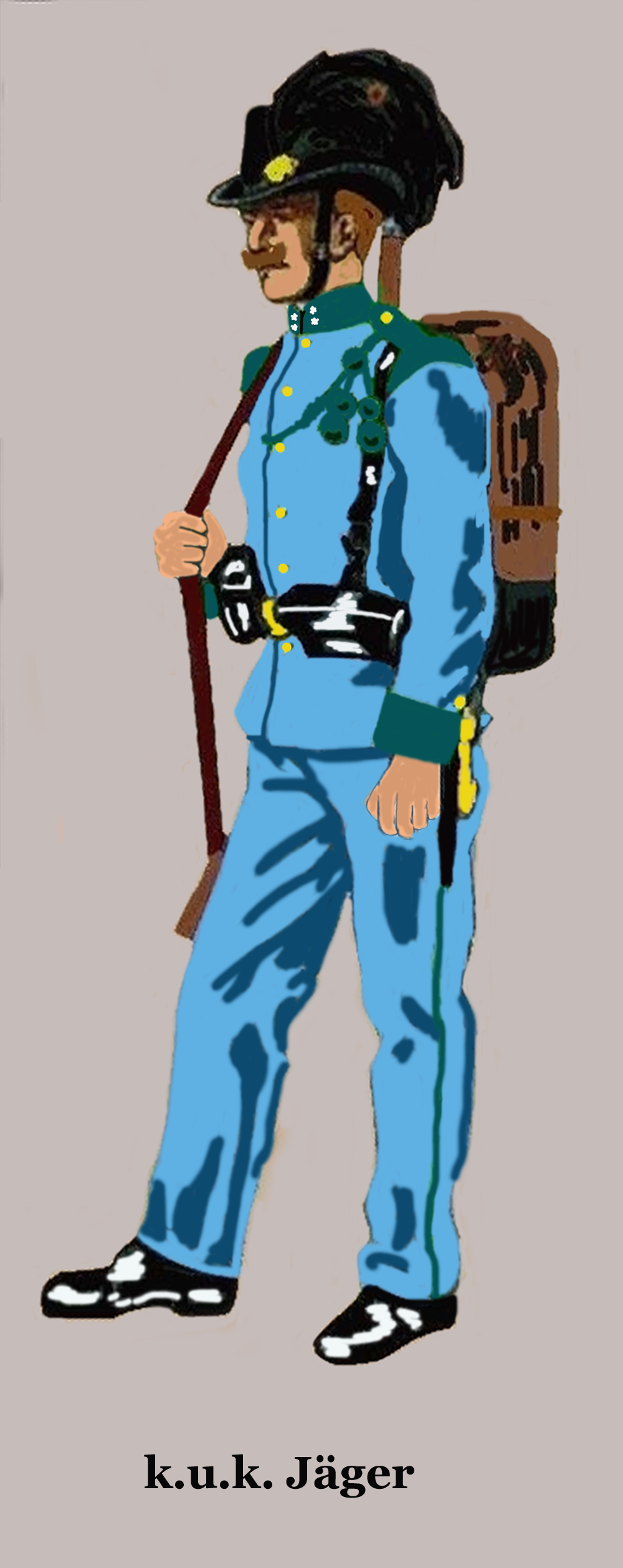
Jäger in Marschadjustierung

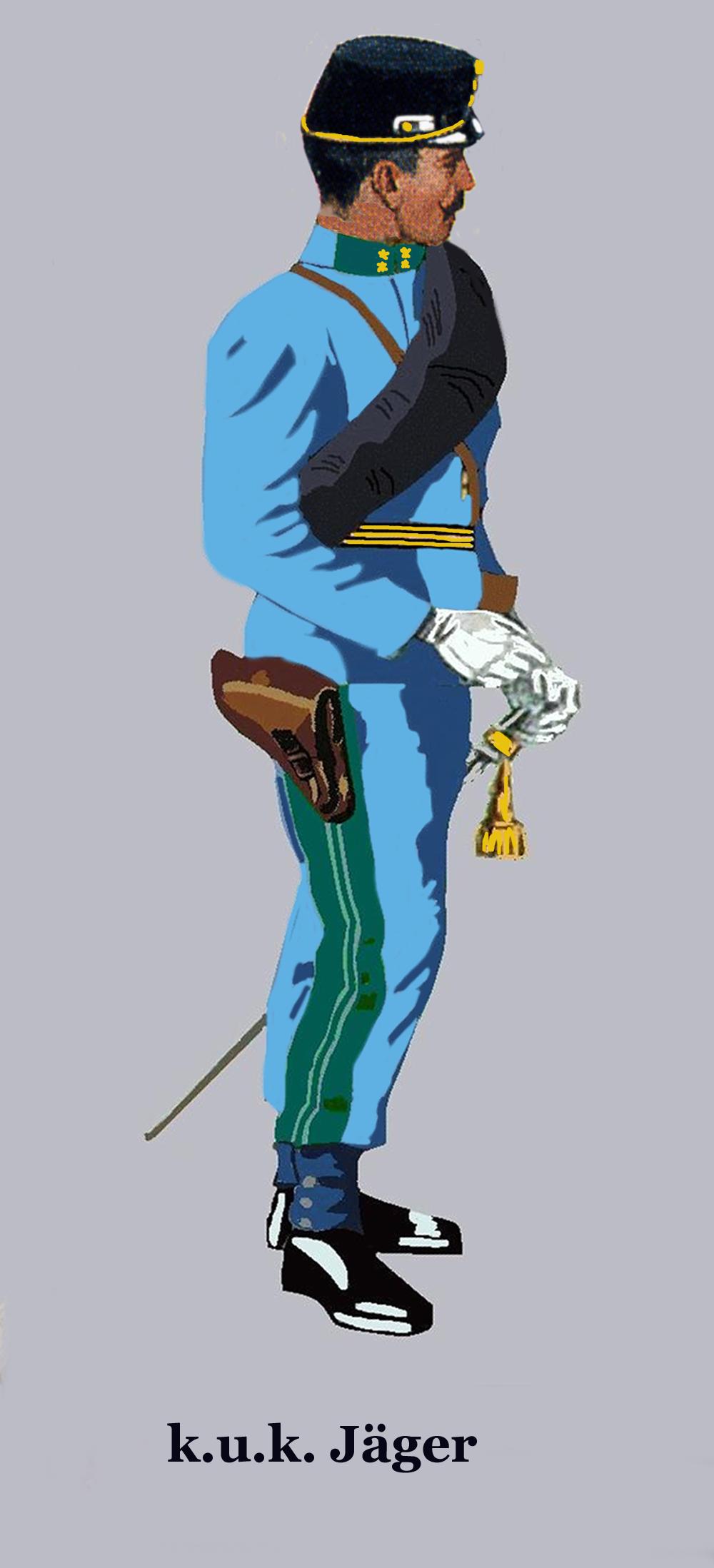
Jägeroffizier in Marschadjustierung

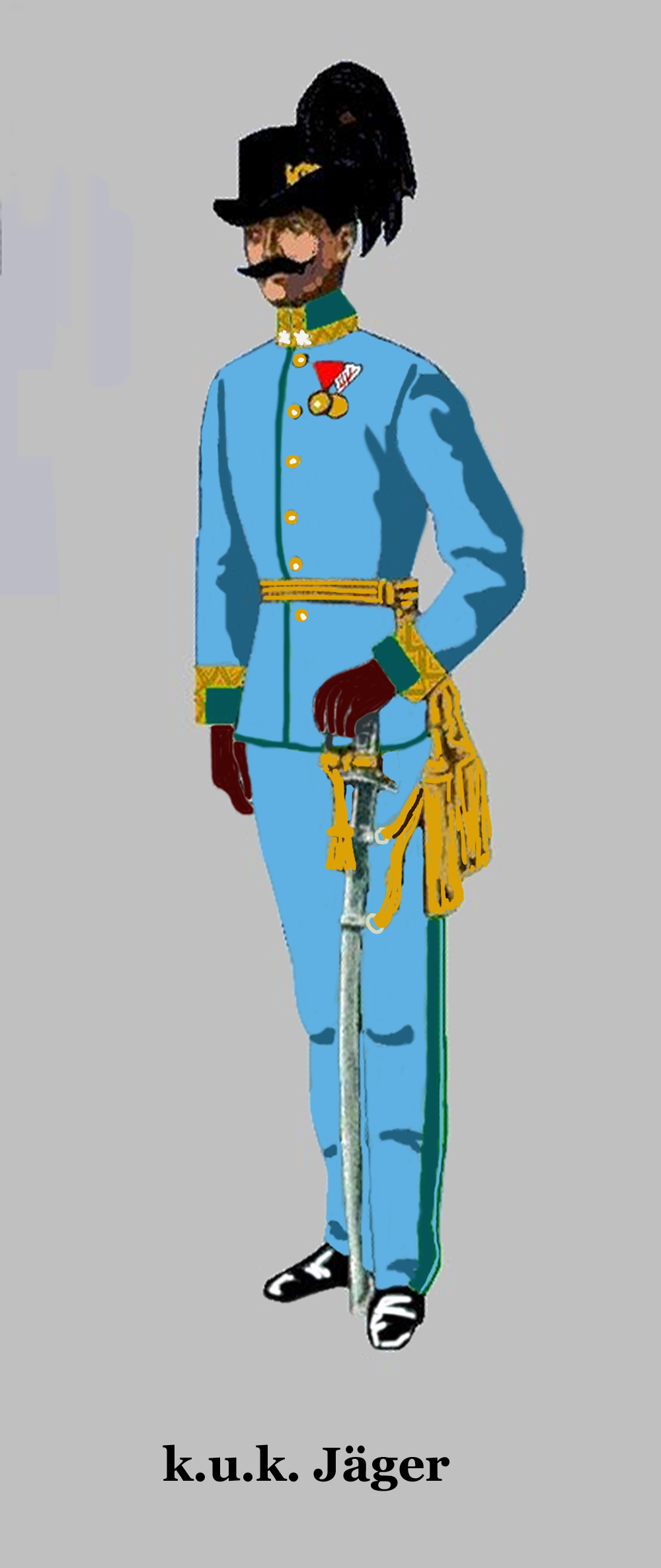
Major in Paradeadjustierung

- k.u.k. Feldjägerbataillon Nr. 1

Errichtet: 1808 – XIV. Armeekorps – k.u.k. 8. Infanterietruppendivision – 16. Infanteriebrigade
Ethnische Zusammensetzung: 62 % Deutsche – 36 % Tschechen – 2 % Sonstige
Bataillonssprache: tschechisch, deutsch
Garnison: Tione di Trento
Ergänzungsbezirk: Theresienstadt
Kommandant: Oberstleutnant Richard von Vittorelli
- k.u.k. Feldjägerbataillon Nr. 2

Errichtet: 1808 – XIV. Armeekorps – 8. Infanterietruppendivision – 122. Infanteriebrigade
Ethnische Zusammensetzung: 74 % Tschechen – 26 % Deutsche
Bataillonssprache: tschechisch, deutsch
Garnison: Lienz
Ergänzungsbezirk und Ersatzkompaniekader: Königgrätz
Kommandant: Oberstleutnant Hugo Mayer
- k.u.k. Feldjägerbataillon Nr. 4

Errichtet: 1808 – XIV. Armeekorps – 3. Infanterietruppendivision – 6. Infanteriebrigade
Ethnische Zusammensetzung: 77 % Polen – 23 % Sonstige
Bataillonssprache: polnisch
Garnison: Braunau
Ergänzungsbezirk und Ersatzkompaniekader: Rzeszów
Kommandant: Oberstleutnant Felix Schultz
- k.u.k. Feldjägerbataillon Nr. 5

Errichtet: 1808 – III. Armeekorps – 6. Infanterietruppendivision – 12. Infanteriebrigade
Ethnische Zusammensetzung: 39 % Deutsche – 25 % Tschechen – 25 % Polen – 11 % Sonstige
Bataillonssprache: tschechisch, deutsch, polnisch
Garnison: Tarvis
Ergänzungsbezirk und Ersatzkompaniekader: Olmütz
Kommandant: Oberstleutnant Carl Pöscheck
- k.u.k. Feldjägerbataillon Nr. 6

Errichtet: 1808 – XIV. Armeekorps – 8. Infanterietruppendivision – 122. Infanteriebrigade
Ethnische Zusammensetzung: 69 % Tschechen – 30 % Deutsche – 1 % Sonstige
Bataillonssprache: tschechisch, deutsch
Ergänzungsbezirk und Ersatzkompaniekader: Pilsen
Garnison: Sillian
Kommandant: Oberstleutnant Franz Kahler
- k.u.k. Feldjägerbataillon Nr. 7

Errichtet: 1808 – III. Armeekorps – 28. Infanterietruppendivision – 94. Infanteriebrigade
Ethnische Zusammensetzung: 85 % Slowenen – 15 % Sonstige
Bataillonssprache: slowenisch
Ergänzungsbezirk und Ersatzkompaniekader: Laibach
Garnison: Canale
Kommandant: Oberstleutnant Wilhelm Staufer
- k.u.k. Feldjägerbataillon Nr. 8

- k.u.k. Feldjägerbataillon Nr. 9

- k.u.k. Feldjägerbataillon „Kopal“ Nr. 10

Errichtet: 1813 – XIV. Armeekorps – 8. Infanterietruppendivision – 15. Infanteriebrigade
Ethnische Zusammensetzung: 98 % Deutsche – 2 % Sonstige
Bataillonssprache: deutsch
Ergänzungsbezirk und Ersatzkompaniekader: St. Pölten
Garnison: Vigo di Fassa
Kommandant: Oberstleutnant Oswald Eccher von Eccho, Edler v. Marienberg
- k.u.k. Feldjägerbataillon Nr. 11

Errichtet: 1813 – III. Armeekorps – 28. Infanterietruppendivision – 56. Infanteriebrigade
Ethnische Zusammensetzung: 52 % Deutsche – 44 % Magyaren – 4 % Sonstige
Bataillonssprache: ungarisch, deutsch
Ergänzungsbezirk und Ersatzkompaniekader: Győr
Garnison: Gradisca
Kommandant: Oberstleutnant Norbert Frass
- k.u.k. Feldjägerbataillon Nr. 12

Errichtet: 1813 – XIV. Armeekorps – 8. Infanterietruppendivision – 15. Infanteriebrigade
Ethnische Zusammensetzung: 67 % Tschechen – 32 % Deutsche – 1 % Sonstige
Bataillonssprache: tschechisch, deutsch
Ergänzungsbezirk und Ersatzkompaniekader: Jungbunzlau
Garnison: Innsbruck
Kommandant: Oberstleutnant Dante Bontadi
- k.u.k. Feldjägerbataillon Nr. 13

Errichtet: 1849 – XIV. Armeekorps – 8. Infanterietruppendivision – 15. Infanteriebrigade
Ethnische Zusammensetzung: 47 % Polen – 36 % Ruthenen – 17 % Sonstige
Bataillonssprache: polnisch
Ergänzungsbezirk und Ersatzkompaniekader: Krakau
Garnison: Cavalese
Kommandant: Oberstleutnant Ludwig Ritter von Stampfer
- k.u.k. Feldjägerbataillon Nr. 14

Errichtet: 1914 – XIV. Armeekorps – 8. Infanterietruppendivision – 16. Infanteriebrigade
Ethnische Zusammensetzung: 47 % Ruthenen – 43 % Polen – 1 % Sonstige
Bataillonssprache: polnisch
Ergänzungsbezirk und Ersatzkompaniekader: Przemyśl
Garnison: Mezzolombardo
Kommandant: Major Alfred von Hankenstein
- k.u.k. Feldjägerbataillon Nr. 16

Errichtet: 1849 – XIV. Armeekorps – 8. Infanterietruppendivision – 16. Infanteriebrigade
Ethnische Zusammensetzung: 56 % Deutsche – 34 % Tschechen – 10 % Sonstige
Bataillonssprache: tschechisch, deutsch
Ergänzungsbezirk und Ersatzkompaniekader: Troppau
Garnison: Levico
Kommandant: Major Karl Lerch
- k.u.k. Feldjägerbataillon Nr. 17

Errichtet: 1849 – III. Armeekorps – 6. Infanterietruppendivision – 12. Infanteriebrigade
Ethnische Zusammensetzung: 63 % Tschechen – 36 % Deutsche – 1 % Sonstige
Bataillonssprache: tschechisch, deutsch
Ergänzungsbezirk und Ersatzkompaniekader: Brünn
Garnison: Judenburg
Kommandant: Major Rudolf Dückelmann
- k.u.k. Feldjägerbataillon Nr. 18

Errichtet: 1914 – XI. Armeekorps
Ethnische Zusammensetzung: 59 % Ruthenen – 31 % Polen – 10 % Sonstige
Bataillonssprache: polnisch
Ergänzungsbezirk und Ersatzkompaniekader: Lemberg
Garnison: Trient
Kommandant: Oberstleutnant Maximilian Lauer
- k.u.k. Feldjägerbataillon Nr. 19

Errichtet: 1849 – III. Armeekorps – 6. Infanterietruppendivision – 12. Infanteriebrigade
Ethnische Zusammensetzung: 58 % Slowaken – 32 % Magyaren – 10 % Sonstige
Bataillonssprache: slowakisch, ungarisch
Ergänzungsbezirk und Ersatzkompaniekader: Komorn
Garnison: Klagenfurt
Kommandant: Major Ernst Mathes
- k.u.k. Feldjägerbataillon Nr. 20

Errichtet: 1849 – III. Armeekorps – 28. Infanterietruppendivision – 56. Infanteriebrigade
Ethnische Zusammensetzung: 58 % Slowenen – 31 % Trientiner/Triestiner – 21 % Sonstige
Bataillonssprache: slowenisch, italienisch
Ergänzungsbezirk und Ersatzkompaniekader: Triest
Garnison: Kremaun
Kommandant: Oberstleutnant Franz Schöbinger
- k.u.k. Feldjägerbataillon Nr. 21

Errichtet: 1849 – III. Armeekorps – 6. Infanterietruppendivision – 11. Infanteriebrigade
Ethnische Zusammensetzung: 98 % Deutsche 2 % Sonstige
Bataillonssprache: deutsch
Ergänzungsbezirk: Wien
Garnison: Mitrovica
Kommandant: Oberstleutnant Johann Haas
- k.u.k. Feldjägerbataillon Nr. 22

- k.u.k. Feldjägerbataillon Nr. 23

Errichtet: 1849 – VII. Armeekorps – 34. Infanterietruppendivision – 68. Infanteriebrigade
Ethnische Zusammensetzung: 68 % Rumänen – 28 % Magyaren – 4 % Sonstige
Bataillonssprache: rumänisch, ungarisch
Ergänzungsbezirk und Ersatzkompaniekader: Marosvásárhely
Garnison: Pancsova
Kommandant: Major Theodor Althoff
- k.u.k. Feldjägerbataillon Nr. 24

Errichtet: 1849 – III. Armeekorps – 28. Infanterietruppendivision – 55. Infanteriebrigade
Ethnische Zusammensetzung: 86 % Magyaren – 14 % Sonstige
Bataillonssprache: ungarisch
Ergänzungsbezirk und Ersatzkompaniekader: Budapest
Garnison: Rovigno (eine Komp. in Parenzo)
Kommandant: Oberstleutnant Emmerich Gerö
- k.u.k. Feldjägerbataillon Nr. 25

Errichtet: 1849 – II. Armeekorps – 25. Infanterietruppendivision – 49. Infanteriebrigade
Ethnische Zusammensetzung: 75 % Tschechen – 22 % Deutsche – 3 % Sonstige
Bataillonssprache: tschechisch, deutsch
Ergänzungsbezirk und Ersatzkompaniekader: Brünn
Garnison: Wien (Schönbrunner Schloßkaserne / zwei Kompanien Mauerkaserne)
Kommandant: Oberstleutnant Arnold Barwick
- Die Nr. 26 war nicht vergeben

- k.u.k. Feldjägerbataillon Nr. 27

Errichtet: 1849 – XIV. Armeekorps – 8. Infanterietruppendivision
Ethnische Zusammensetzung: 54 % Rumänen – 27 % Ruthenen – 19 % Sonstige
Bataillonssprache: rumänisch, polnisch
Ergänzungsbezirk und Ersatzkompaniekader: Czernowitz
Garnison: Hall in Tirol
Kommandant: Major Friedrich Nürnberger
- k.u.k. Feldjägerbataillon Nr. 28

Errichtet: 1859 – VII. Armeekorps – 34. Infanterietruppendivision – 68. Infanteriebrigade
Ethnische Zusammensetzung: 73 % Rumänen – 27 % Verschiedene
Bataillonssprache: rumänisch
Ergänzungsbezirk: Arad
Garnison: Kevévara
Kommandant: Oberstleutnant Augustin Dorotka von Ehrenwall
- k.u.k. Feldjägerbataillon Nr. 29

Errichtet: 1859 – III. Armeekorps – 28. Infanterietruppendivision – 56. Infanteriebrigade
Ethnische Zusammensetzung: 29 % Magyaren – 67 % Slowaken – 4 % sonstige
Bataillonssprache: ungarisch, slowakisch
Ergänzungsbezirkskommando, Ersatzkompaniekader: Losoncz
Garnison: Monfalcone
Kommandant: Oberstleutnant Desiderius Farkas
- k.u.k. Feldjägerbataillon Nr. 30

Errichtet: 1859 – XIV. Armeekorps – 3. Infanterietruppendivision – 6. Infanteriebrigade
Ethnische Zusammensetzung: 70 % Ruthenen – 30 % Verschiedene
Bataillonssprache: polnisch
Ergänzungsbezirk und Ersatzkompaniekader: Stanislau
Garnison: Steyr
Kommandant: Oberstleutnant Joseph Jungl
- k.u.k. Feldjägerbataillon Nr. 31

Errichtet: 1859 – XIII. Armeekorps – 7. Infanterietruppendivision – 14. Infanteriebrigade
Ethnische Zusammensetzung: 95 % Croaten/Serben – 5 % Andere
Bataillonssprache: serbokroatisch
Ergänzungsbezirk und Ersatzkompaniekader: Zagreb
Garnison: Bruck an der Mur
Kommandant: Oberstleutnant Eduard Hospodarž
- k.u.k. Feldjägerbataillon Nr. 32

Errichtet: 1859 – XI. Armeekorps – 30. Infanterietruppendivision – 60. Infanteriebrigade
Ethnische Zusammensetzung: 74 % Slowaken – 26 % Verschiedene
Bataillonssprache: slowakisch
Ergänzungsbezirk und Ersatzkompaniekader: Eperjes
Garnison: Trembowla
Kommandant: Oberstleutnant Carl Strohmer

## Die Bosnisch-Hercegovinische Infanterie (4 Regimenter / 1 Feldjägerbataillon)

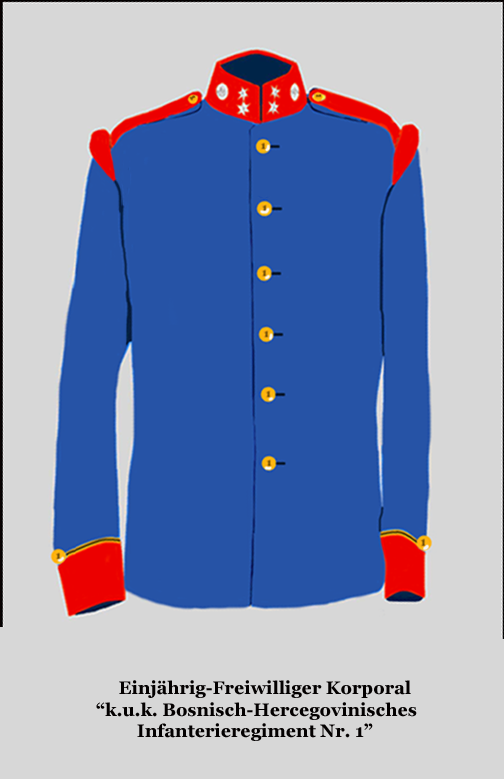
Einj. Freiw. Korporal
Bosnisch-Hercegowinisches
Inf. Rgt. 1 zur Parade

- k.u.k. Bosnisch-Hercegovinisches Feldjägerbataillon

Errichtet: 1904 – II. Armeekorps – 25. Infanterietruppendivision – 50. Infanteriebrigade
Ethnische Zusammensetzung: 96 % Bosniaken – 4 % sonstige
Ergänzungskaderkompanie: Sarajevo (Defensionslager)
Garnison: Bruck an der Leitha
Kommandant: Oberstleutnant Wladimir Terbojević
- k.u.k. Bosnisch-Hercegovinisches Infanterieregiment Nr. 1

Errichtet: 1894 – II. Armeekorps – 25. Infanterietruppendivision – 49. Infanteriebrigade
Ethnische Zusammensetzung: 94 % Bosniaken – 6 % sonstige
Ergänzungsbezirkskommando: Sarajevo
Garnison: Stab, I., Baon: Wien – II. Baon: Wiener Neustadt – III. Baon: Sarajevo
Kommandant: Oberst Karl von Stöhr
- k.u.k. Bosnisch-Hercegovinisches Infanterieregiment Nr. 2

Errichtet: 1894 – III. Armeekorps – 6. Infanterietruppendivision – 11. Infanteriebrigade
Ethnische Zusammensetzung: 93 % Bosniaken – 7 % sonstige
Ergänzungsbezirkskommando: Banja Luka
Garnison: Stab, I., II. Baon: Graz – III. Baon: Banja Luka
Kommandant: Oberst Ernst Kindl
- k.u.k. Bosnisch-Hercegovinisches Infanterieregiment Nr. 3

Errichtet: 1894 – IV. Armeekorps – 31. Infanterietruppendivision – 62. Infanteriebrigade
Ethnische Zusammensetzung: 94 % Bosniaken – 6 % sonstige
Ergänzungsbezirkskommando: Tuzla
Garnison: Stab, I., II., Baon: Budapest – III. Baon: Tuzla
Kommandant: Oberst Johann Brenner von Flammenberg
- k.u.k. Bosnisch-Hercegovinisches Infanterieregiment Nr. 4

Errichtet: 1894 – III. Armeekorps – 28. Infanterietruppendivision – 55. Infanteriebrigade
Ethnische Zusammensetzung: 95 % Bosniaken – 5 % sonstige
Ergänzungsbezirkskommando: Mostar
Garnison: Stab Triest (Via Coronea 4), I., II. Baon: Triest (eine Kompanie in Capodistria) – III. Baon: Mostar
Kommandant: Oberst Anton Klein

## Diek.u.k. Husaren(16 Regimenter)

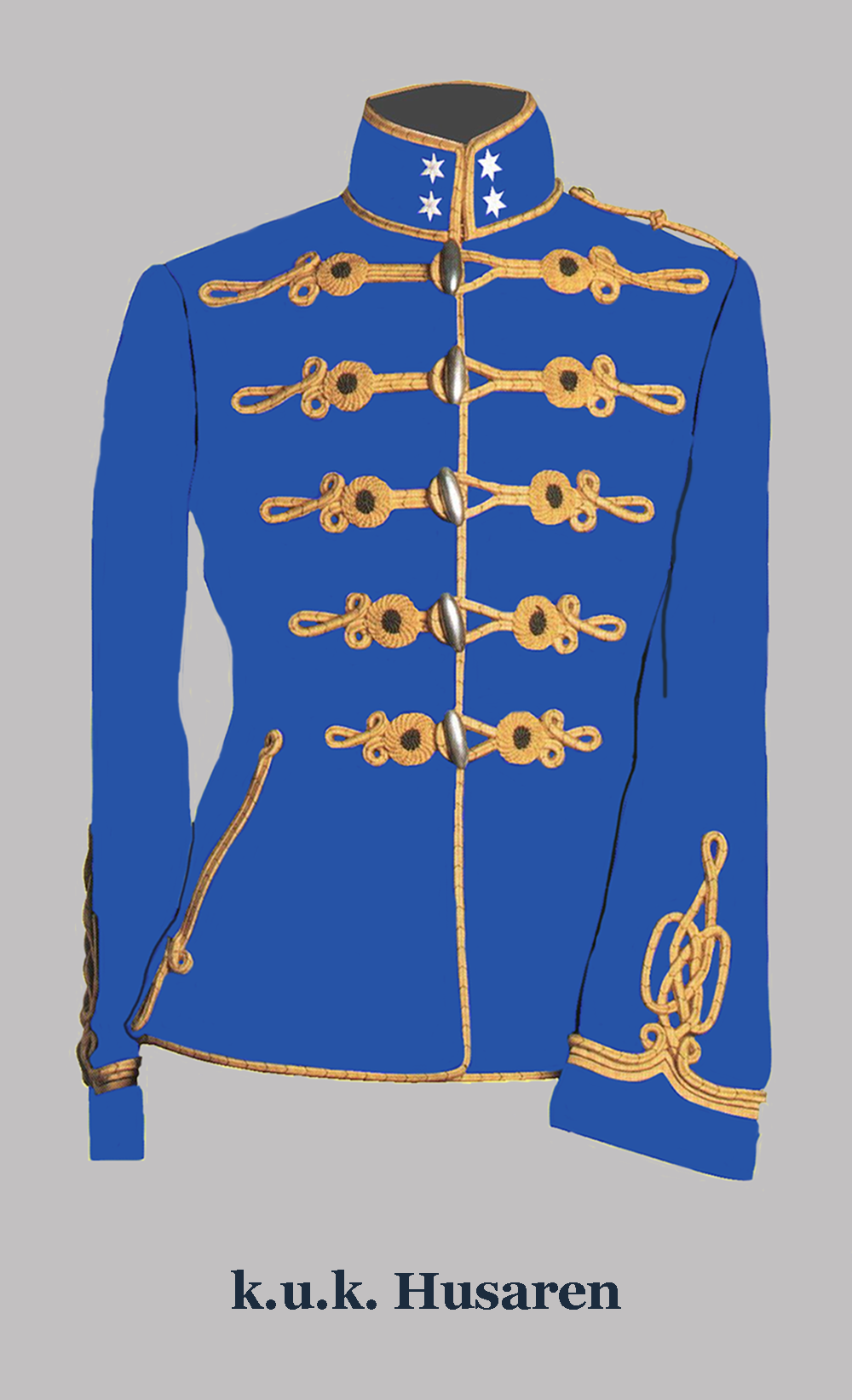
Korporal der k.u.k. Husaren
Lichtblaue Attila

- K.u.k. Husarenregiment „Kaiser“ Nr. 1
- K.u.k. Husarenregiment „Friedrich Leopold von Preußen“ Nr. 2
- K.u.k. Husarenregiment „Graf von Hadik“ Nr. 3
- K.u.k. Husarenregiment „Arthur Herzog von Connaught und Strathearn“ Nr. 4
- K.u.k. Husarenregiment „Graf Radetzky“ Nr. 5
- K.u.k. Husarenregiment „Wilhelm II. König von Württemberg“ Nr. 6
- K.u.k. Husarenregiment „Wilhelm II. Deutscher Kaiser und König von Preußen“ Nr. 7
- K.u.k. Husarenregiment „von Tersztyánszky“ Nr. 8
- K.u.k. Husarenregiment „Graf Nádasdy“ Nr. 9
- K.u.k. Husarenregiment „Friedrich Wilhelm III. König von Preußen“ Nr. 10
- K.u.k. Husarenregiment „Ferdinand I. König der Bulgaren“ Nr. 11
- K.u.k. Husarenregiment (Vacant) Nr. 12
- K.u.k. Husarenregiment „Wilhelm Kronprinz des Deutschen Reiches und Kronprinz von Preußen“ Nr. 13
- K.u.k. Husarenregiment „von Kolossváry“ Nr. 14
- K.u.k. Husarenregiment „Erzherzog Franz Salvator“ Nr. 15
- K.u.k. Husarenregiment „Graf Üxküll-Gyllenband“ Nr. 16

## Die k.u.k. Dragoner (15 Regimenter)

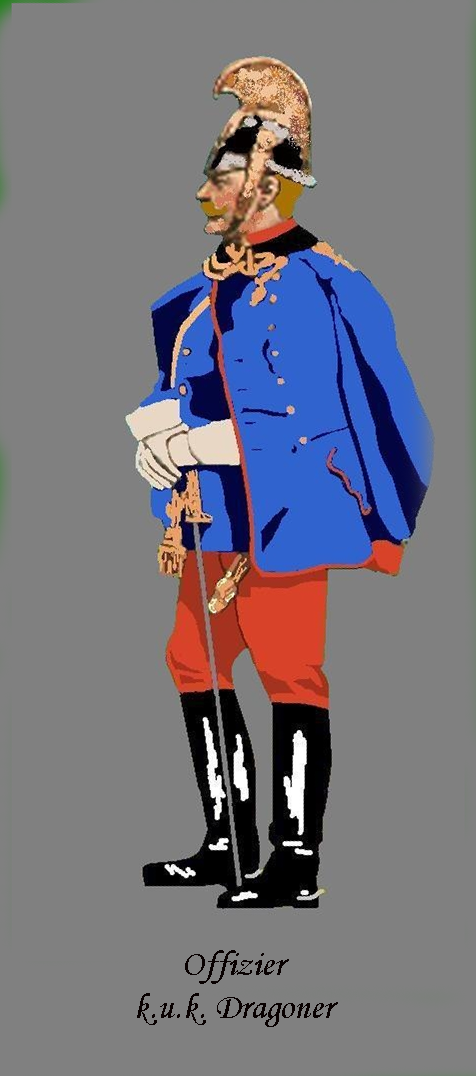
Dragoner-Offizier in Paradeadjustierung

- K.u.k. Dragonerregiment „Kaiser Franz I.“ Nr. 1
- K.u.k. Dragonerregiment „Graf Paar“ Nr. 2
- K.u.k. Dragonerregiment „Friedrich August König von Sachsen“ Nr. 3
- K.u.k. Dragonerregiment „Kaiser Ferdinand I.“ Nr. 4
- K.u.k. Dragonerregiment „Nikolaus I. Kaiser von Rußland“ Nr. 5
- K.u.k. Dragonerregiment „Friedrich Franz IV. Großherzog von Mecklenburg-Schwerin“ Nr. 6
- K.u.k. Dragonerregiment „Herzog von Lothringen“ Nr. 7
- K.u.k. Dragonerregiment „Graf Montecuccoli“ Nr. 8
- Galizisch-Bukowina’sches Dragonerregiment „Erzherzog Albrecht“ Nr. 9
- K.u.k. Dragonerregiment „Fürst von Liechtenstein“ Nr. 10
- K.u.k. Dragonerregiment „Kaiser“ Nr. 11
- K.u.k. Dragonerregiment „Nikolaus Nikolajewitsch Großfürst von Rußland“ Nr. 12
- K.u.k. Dragonerregiment „Eugen Prinz von Savoyen“ Nr. 13
- K.u.k. Dragonerregiment „Fürst zu Windisch-Graetz“ Nr. 14
- K.u.k. Dragonerregiment „Erzherzog Joseph“ Nr. 15

## Die k.u.k. Ulanen (11 Regimenter)
- K.u.k. Ulanenregiment „Ritter von Brudermann“ Nr. 1
- K.u.k. Ulanenregiment „Fürst zu Schwarzenberg“ Nr. 2
- K.u.k. Ulanenregiment „Erzherzog Carl“ Nr. 3
- K.u.k. Ulanenregiment „Kaiser“ Nr. 4
- K.u.k. Ulanenregiment „Nikolaus II. Kaiser von Rußland“ Nr. 5
- K.u.k. Ulanenregiment „Kaiser Joseph II.“ Nr. 6
- K.u.k. Ulanenregiment „Erzherzog Franz Ferdinand“ Nr. 7
- K.u.k. Ulanenregiment „Graf Auersperg“ Nr. 8
- K.u.k. Ulanenregiment „Alexander II. Kaiser von Rußland“ Nr. 11
- K.u.k. Ulanenregiment „Graf Huyn“ Nr. 12
- K.u.k. Ulanenregiment „von Böhm-Ermolli“ Nr. 13